# マツダ・ファミリア
ファミリア（FAMILIA）は、マツダ（旧・東洋工業）が販売している小型自動車および商用車である。

## 概要
マツダ初の小型乗用車として登場し、同社の主力車種の座を長年担ってきた。特に5代目は社会現象を巻き起こすほどの大ヒット作となったことで知られている。4代目以降はハッチバックを基幹車種としており、このコンセプトは後継のアクセラ、MAZDA3にも引き継がれている。
乗用車の生産終了以降も商用車のファミリアバンに名を残しており、2022年（令和3年）3月現在新車で販売されているマツダの車種としてはキャロルに次いで古いブランド（商標）である。
世代については、マツダ公式サイト『ファミリア物語』を元にする。

## 歴史（自社生産時代）

### 初代 SSA/SPA/MPA/MSAP/BSAVD/BSBVD/BPAV/BSA55/BPA55型（1963年 - 1968年）
当時、主力商品をオート三輪から軽自動車や小型トラックに移行させつつあった東洋工業（マツダ）は、キャロルとファミリアという2つの小型車の開発を開始する。しかし、小型自動車への参入は時期尚早と判断され、軽自動車であるキャロルが先に発売された。ファミリアは市場調査の結果、商用車としたライトバンの開発が優先された。セダンとクーペおよびライトバンはベルトーネ、トラックは小杉二郎がスタイリングを担当し、個性的で美しいイタリアンデザインで、商業的に成功を収めた。800（782ccエンジン）のモデルは、前方のナンバープレートを上方にめくり上げるとバンパーにクランク棒を通す穴が設けられており、これにより、バッテリー上がり時にはクランク棒による始動ができた。末期に追加された1.0L OHVエンジンの2ドアセダンにも、この仕組みがある。なお、1.0L 2ドアセダンは、モデル末期の最廉価版という位置付けのためこの当時、装着が義務付けられていなかったサイドマーカーやウインドウォッシャー機構が省略されている。
初代トヨタ・カローラの主査長谷川龍雄は、当時ライバルであった日産・サニーよりもファミリアセダン800を理想のファミリーカーとして高く評価しており、カローラ開発中に焦りを感じたという。しかし、マツダは当時ロータリーエンジンに注力していたため、ファミリアに十分なリソースを回せなかったこともあり、結局カローラが爆発的にヒットするに至った。長谷川は「どうしてマツダさんは、あの車にもっと力を入れなかったのだろう」と述べている。
- 1963年10月 - ライトバン販売開始。エンジンはキャロル用エンジンの排気量を拡大した水冷 直4 OHV 782cc、最高出力42PS/6,000rpm 最大トルク6kgm/3,200rpm。乗員5名、後部シートを倒した時の積載量400kgであった。テールゲートは上下水平開きで、上側扉はフリーストップと呼ばれどの位置でも固定できる機構が採用されていた。スタンダード車種が43万8千円、デラックス車種は46万8千円で販売された。ファミリアは当時のほかのライトバンと比較し、「貨客兼用というよりも乗用に近い」と評された。
- 1964年4月 - 乗用タイプとして「ファミリアワゴン800」が追加された。1964年10月に4ドアセダン車種が追加発売され、「ファミリアセダン800」と名づけられた。この時点で総アルミ合金エンジンが搭載され、これは「白いエンジン」と宣伝された。さらに翌月の11月に、2ドアセダン車種「ファミリア2ドアセダン800」が追加された。
- 1965年11月 - 新開発の1.0L SOHCエンジンを搭載し、更に小型大衆車クラス初のフロントディスクブレーキを標準装備した「ファミリアクーペ1000」発売。

| 形式名称 | グレード                                            |
| -------- | --------------------------------------------------- |
| SSA      | ファミリア4ドアST,ファミリア2ドアST,ファミリア4ドア |
| SPA      | ファミリア1000 4ドアST,ファミリア1000 2ドアST       |
| MPA      | ファミリアクーペ                                    |
| MSAP     | ファミリアワゴン                                    |
| BSAVD    | ファミリアバン                                      |
| BSBVD    | ファミリアバンオートクラッチ                        |
| BPAV     | ファミリア1000バン                                  |
| BSA55    | ファミリアトラック                                  |
| BPA55    | ファミリア1000トラック                              |

### 2代目 SPB/STA/STB/SPC/M10A/BPBV/BTAV/BTBV/BPCV/BPB55/BTA65型（1967年 - 1978年）
- 1967年11月 - 初のモデルチェンジが行われた。デザインは、時流に乗って丸みを基調に一体感を追求したものとなった。また、三角窓は廃止された。ファミリアとしては最後のトラックモデルであるトラックも同時にモデルチェンジされ、エンジンは1.0Lに一本化された。マーケティング面では、「オリジナル」という最少装備の低価格モデルを打ち出し、客が必要な好みの装備を加えることができるフルチョイスシステムを採り、多くの機能部品やアクセサリーを揃えた。マスキー法をクリアし、「マツダ1000」の名で北米市場参入を果たしたのもこの車である。同時期、ピックアップトラックも販売された。日本では1980年まで販売されたが、タイ王国のアライアンス・オート・タイランド（AAT）では1990年代後半までファミリアM1400ピックアップとして生産されていた。
- 1968年2月 - バンのフルモデルチェンジ、4ドアセダンに1200を追加。
- 1968年6月 - マツダにとって2台目のロータリーエンジン搭載車である、ロータリークーペ（輸出名・R100）が発売。インパネはT型のコクピットタイプ。
- 1968年9月 - モデルチェンジで絶えていたクーペモデルが復活。レシプロエンジンの1.2Lエンジンを搭載。
- 1969年7月 - ロータリー4ドアセダンのSSと、平面インパネのロータリークーペEタイプを追加。
- 1969年10月 - セダンにT型インパネのロータリーTSSを追加。
- 1970年4月 - マイナーチェンジでレシプロ車にプレストのサブネームが付く。1.0L/1.3LのSOHCエンジンに換装される。またロータリー車の一部を除きインパネのデザインも一新した。
- 1970年12月 - レザートップとラジアルタイヤを装備したロータリークーペGSと、1300クーペにT型インパネをもつ1300GFを追加。
- 1971年9月 - サバンナのレシプロ版にしてファミリアプレストの上級版の「グランドファミリア」が追加された。グランドファミリアはカペラとファミリアの中間的存在であったが、後にカペラのエンジンを搭載しサバンナと肩を並べる存在になった。
- 1972年2月 - マイナーチェンジ。セダン・クーペ・バンのレシプロ車のフロントグリルは、先に発売されたクーペGFと同じ物へ変更。フロントグリルにPrestoエンブレムを追加。1300は87馬力にパワーアップ。
- 1973年9月 - セダンとクーペがフルモデルチェンジした後も、バンとトラックはフロントグリルの変更を行い、バンは1978年1月まで、トラックは1980年4月までそれぞれ従来型を継続販売。終売まで規格型角目2灯式ヘッドランプのままだった。1976年2月以降は50年排ガス規制適合、製造コスト削減のためホイールキャップの標準装着が廃止された。

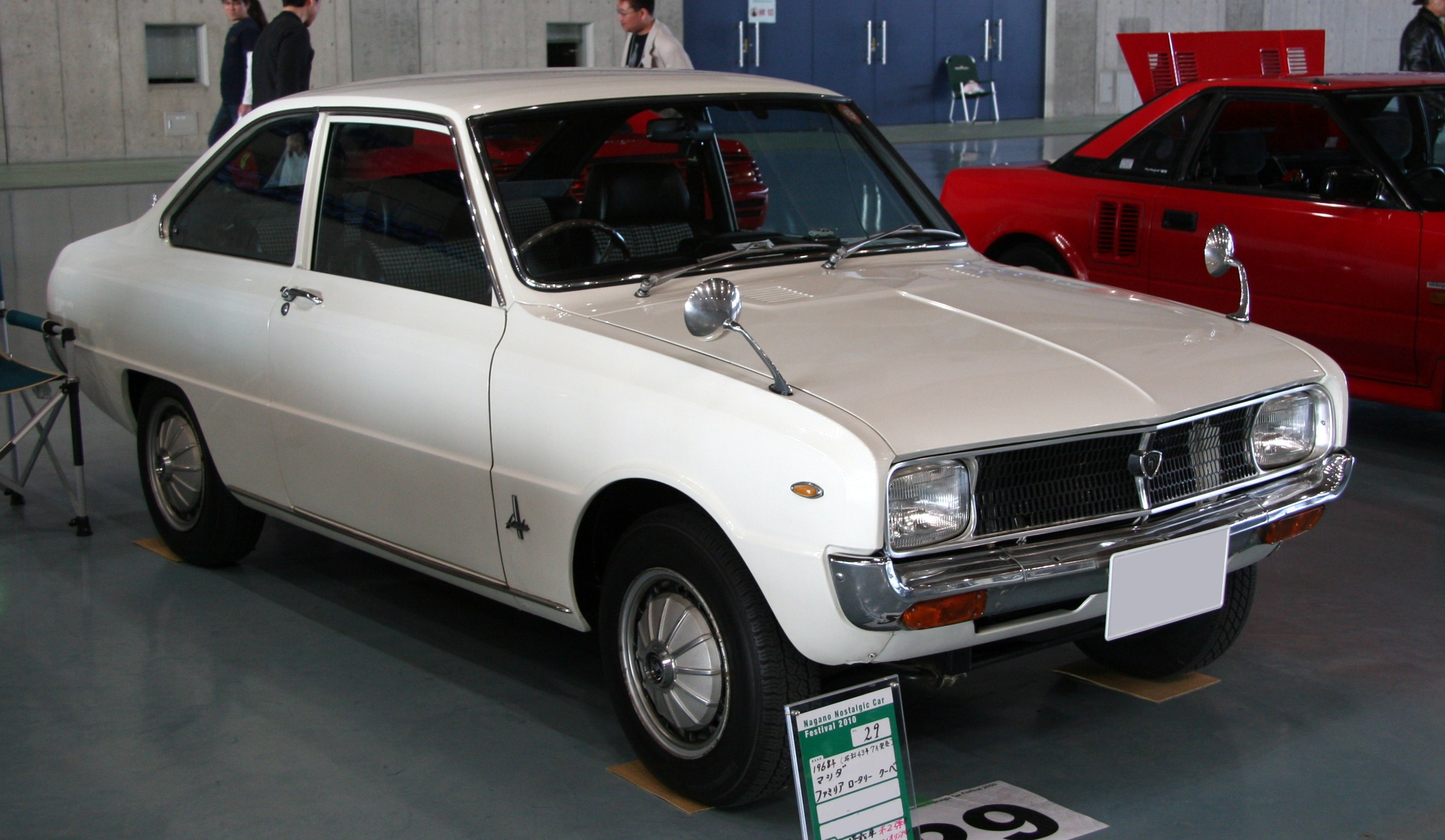
ロータリークーペ
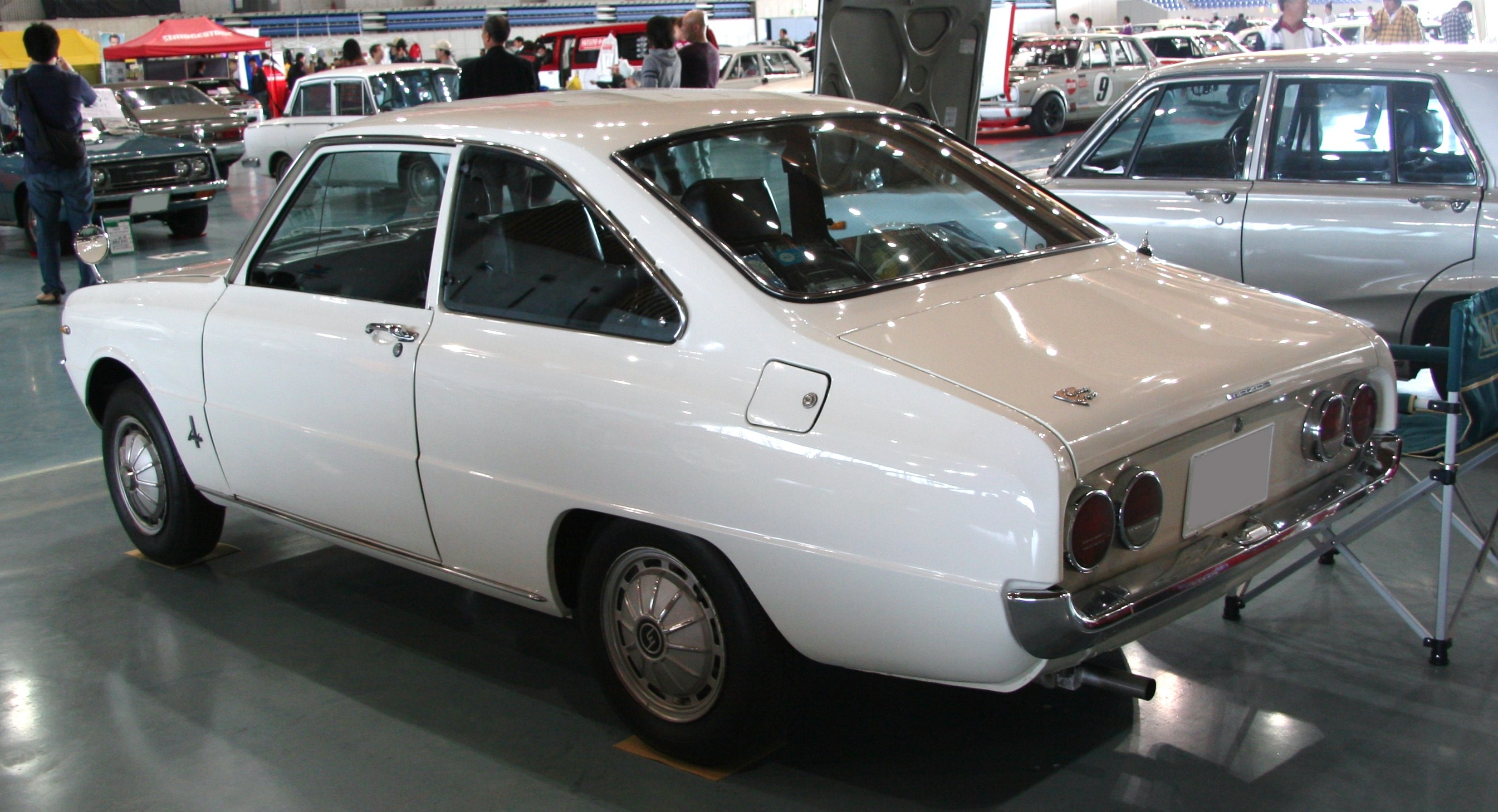
ロータリークーペ リア
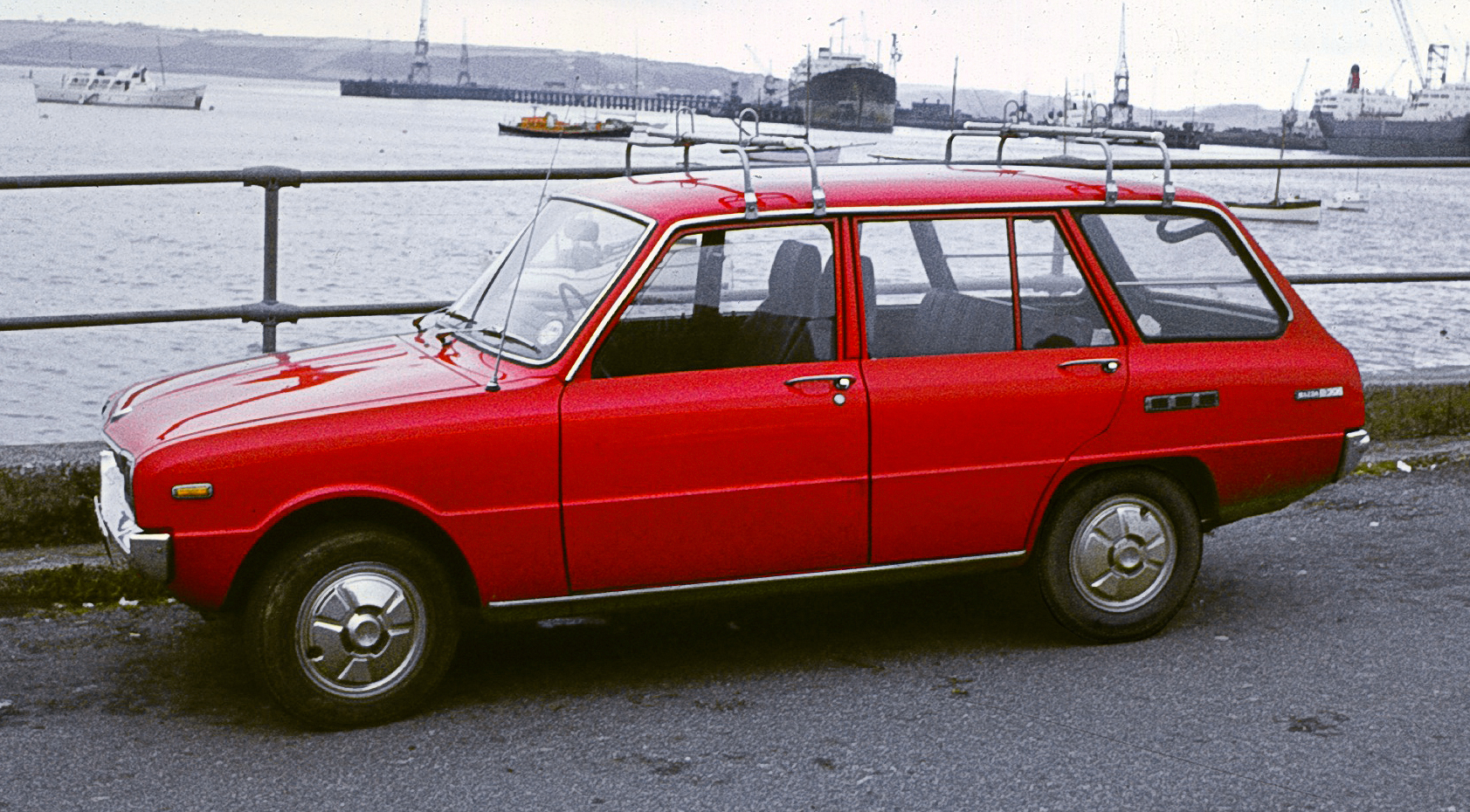
ワゴン （欧州向けエステート）
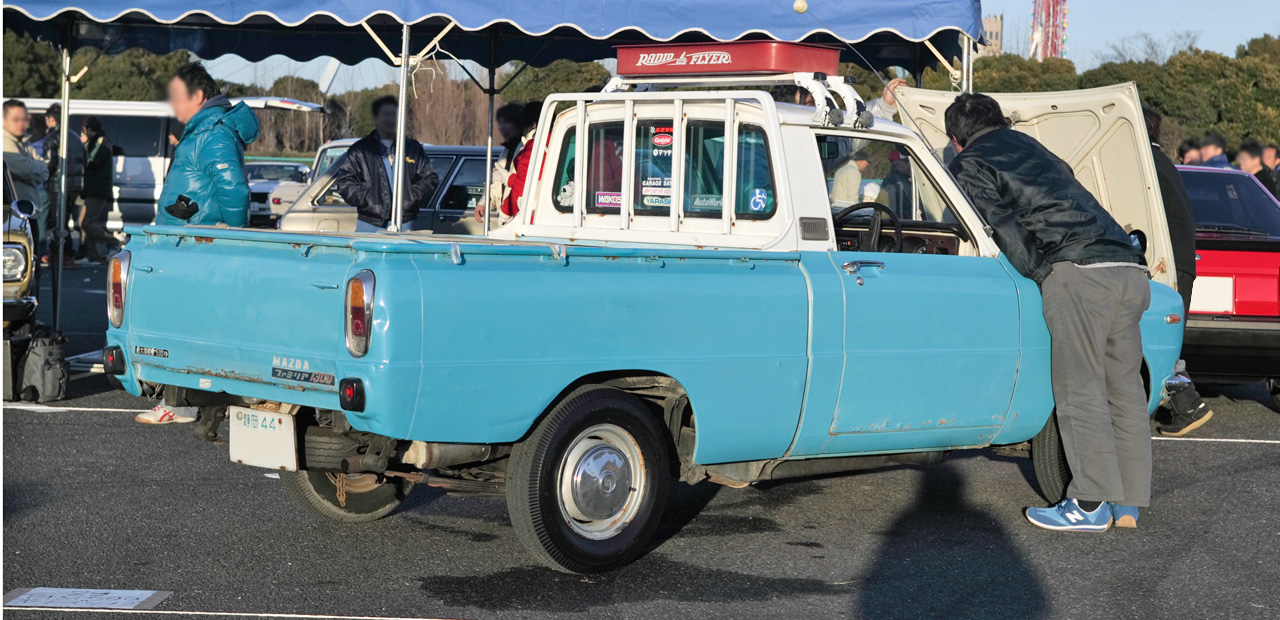
ピックアップ

| 形式名称 | グレード                                                                                    |
| -------- | ------------------------------------------------------------------------------------------- |
| SPB      | ニューファミリア1000 4ドアST,ニューファミリア1000 2ドアST                                   |
| STA      | ニューファミリア1200 4ドアST,ニューファミリア1200 2ドアST,ファミリア1200クーペ              |
| STB      | ファミリアプレスト1300 4ドアST,ファミリアプレスト1300 2ドアST,ファミリアプレスト1300 クーペ |
| SPC      | ファミリアプレスト1000 4ドアST,ファミリアプレスト1000 2ドアST                               |
| M10A     | ファミリアロータリークーペ,ファミリアロータリーSS                                           |
| BPBV     | ニューファミリア1000バン                                                                    |
| BTAV     | ニューファミリア1200バン                                                                    |
| BTBV     | ファミリアプレスト1200バン                                                                  |
| BPCV     | ファミリアプレスト1000バン                                                                  |
| BPB55    | ニューファミリア1000トラック                                                                |
| BTA65    | ニューファミリア1200ロングトラック                                                          |

### 3代目 FA3型（1973年 - 1977年）
- 1973年9月 - 排ガス対策を睨んで3代目にモデルチェンジ[注 1]が行われた。車幅は従来より60mm拡大され、1,540mmとなった。さらに、ヘッドランプが角形から丸形に変わり、リヤ周りのデザインが大幅に変更される。その一方で、カペラ、サバンナの登場もあり、ロータリーエンジン搭載車は廃止されている。エンジンは62馬力の1Lと87馬力の1.3Lの2種類。
- 1976年2月 - 昭和51年自動車排出ガス規制に適合するためのマイナーチェンジを行った際、ファミリアプレスト1300APとなった。APとはAnti-pollution（アンチポリューション：公害対策）の頭文字。1Lモデルが廃止され72馬力にパワーダウンした1.3Lに一本化。セダンとクーペ[注 2]が存在する。バンは全幅が拡大されず、2代目が基本的にそのまま継続販売された。また、マツダマークが「m」から「Mazda」に変更されたのもこのモデルからである。
- 韓国の自動車メーカーである起亜産業（現・起亜自動車）では「ブリサ」の名前でライセンス生産した[9]。

### 4代目 FA4型（1977年 - 1985年）
- 1977年1月24日 - 4代目発売。開発コードは「X508」（1975年の8番目に開発された車の意）。当時の欧州小型車の動向に合わせ、ハッチバックの2ボックススタイルを採用したものの、前輪駆動（FF）は採用されず、依然として後輪駆動（FR）であった。当時のマツダにはFRでも、作り方によってはFFのライバル達に（短期的には）充分対抗できる商品にできるという判断もあり、そこから生まれたのがFRのハッチバックという概念であった（理由は異なるが、トヨタも2代目スターレットで同様のパッケージングを選択している）。実際、この4代目ファミリア自体も約3年で89万台以上を販売するなど予想以上の成功を収めたモデルである。フロント周りはコスモAPや3代目カペラの初期型と同様の空力理論によるスタイリングとされた。機構的には従来のレイアウトを踏襲しているが、唯一、リアサスペンションに2代目コスモの5リンク式車軸懸架を流用したのが大きな変更点である。エンジンは1.3L・72psで、グレードは3ドアがSTD、DX、GF、スーパーカスタム。5ドアがSTD、DX、 GL、スーパーカスタム。CMキャラクターは秋川リサ。
- 前述のように後輪駆動であったがゆえに、この車体に13B型などのロータリーエンジンを搭載したチューニングカーが各国のユーザーによって制作された。
- 1978年3月 - 1400追加。エンジンはUC型・1.4L 80PS。3ドアツーリングカスタムはハロゲンランプとラジアルタイヤが標準装備となった。グレードは3ドアがGF、スーパーカスタム、ツーリングカスタム、エレガントカスタム。5ドアがGL、スーパーカスタム、エレガントカスタム。中でもエレガントカスタムのインテリアは、明るいベージュで統一されルーチェ並みに豪華であった。
- 1978年6月 - バンのフルモデルチェンジ。2ドアと4ドアの2種類。既存ハッチバック車は昭和53年排出ガス規制適合と同時に一部変更。バンパーサイドにラバー横着。スーパーカスタムとGFのフェンダーミラーが角型になる。テールゲートのMazdaロゴを大型化。
- 1978年7月 - 1400に3速オートマチック車追加。
- 1979年4月 - マイナーチェンジでヘッドランプが規格型の角形となる。マニュアル車は低速ギヤの歯車比をアップ。その他50項目に及ぶ改良を実施。CMキャラクターはチェリッシュに変更。
- 1980年6月 - ハッチバックがFF（BD系）にフルモデルチェンジされたが、バンは排出ガス規制適応とマイナーチェンジを行い、1985年12月まで継続販売された。ハッチバックはさらにその後、主要コンポーネンツをそのままにスキンチェンジを行い、東南アジア(インドネシア)での現地生産車(PT.インドモービル社）である「MR90」と、そのワゴン版である「バントレンド」（Vantrend）へ受け継がれている。生産も1997年まで行われた。

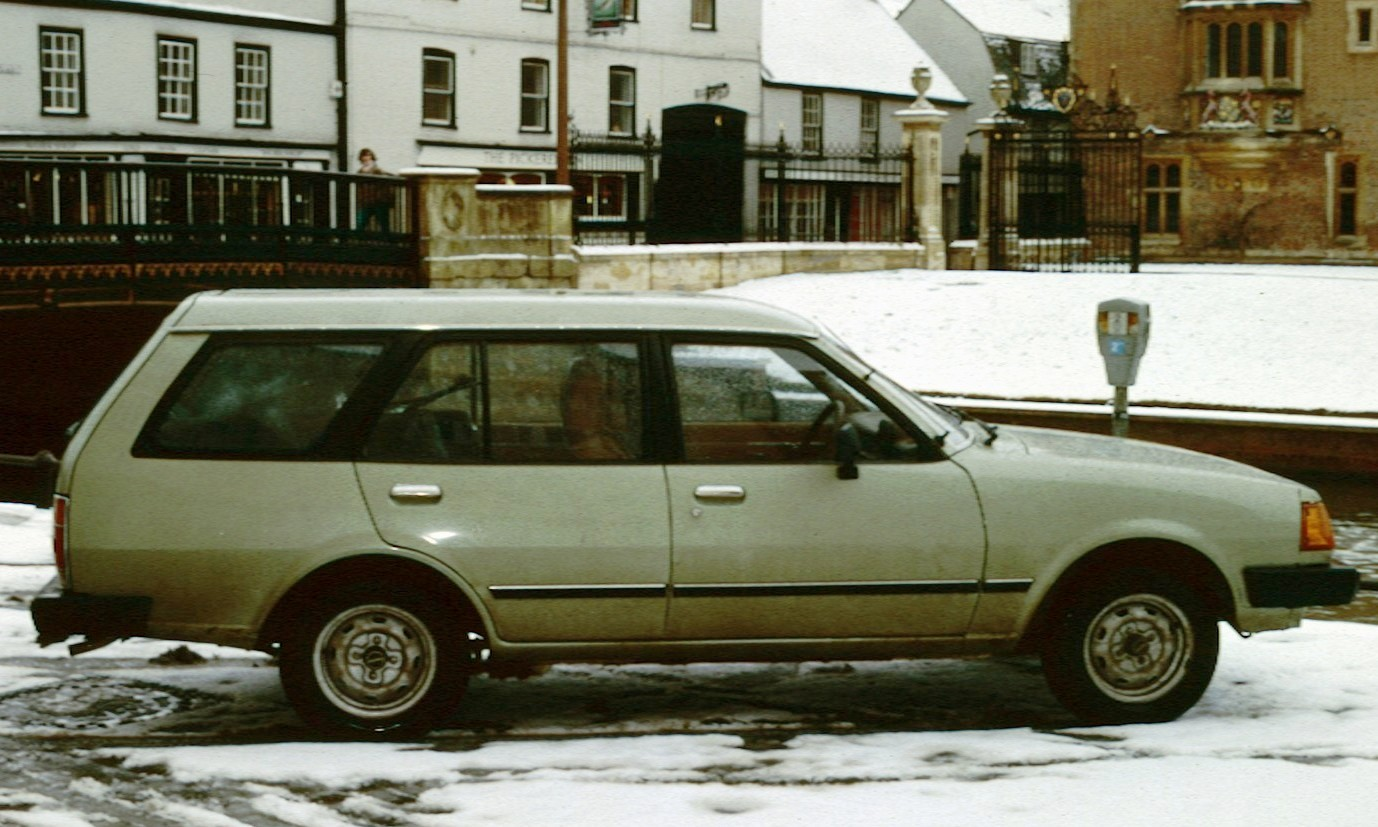
Mazda 323 バン・後期型（1980年 - 1985年）
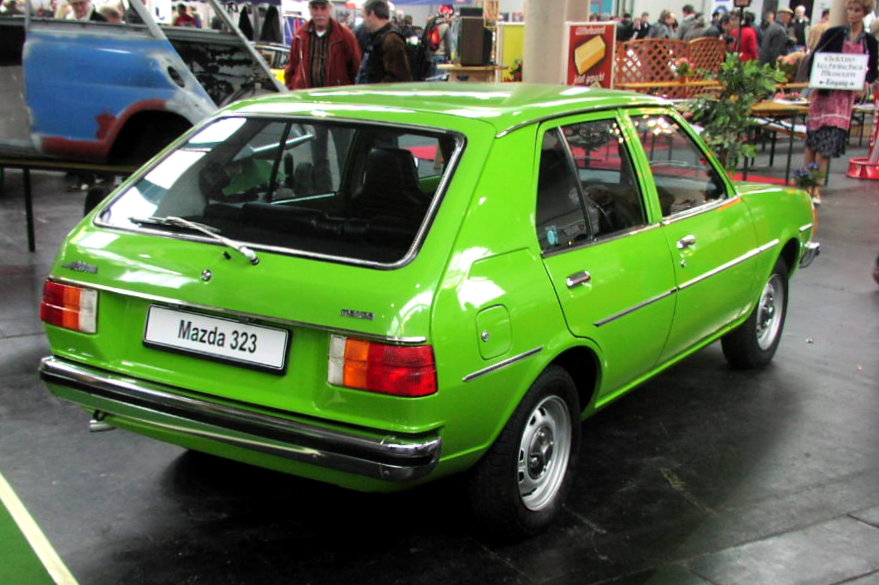
Mazda 323 5ドア（リア）
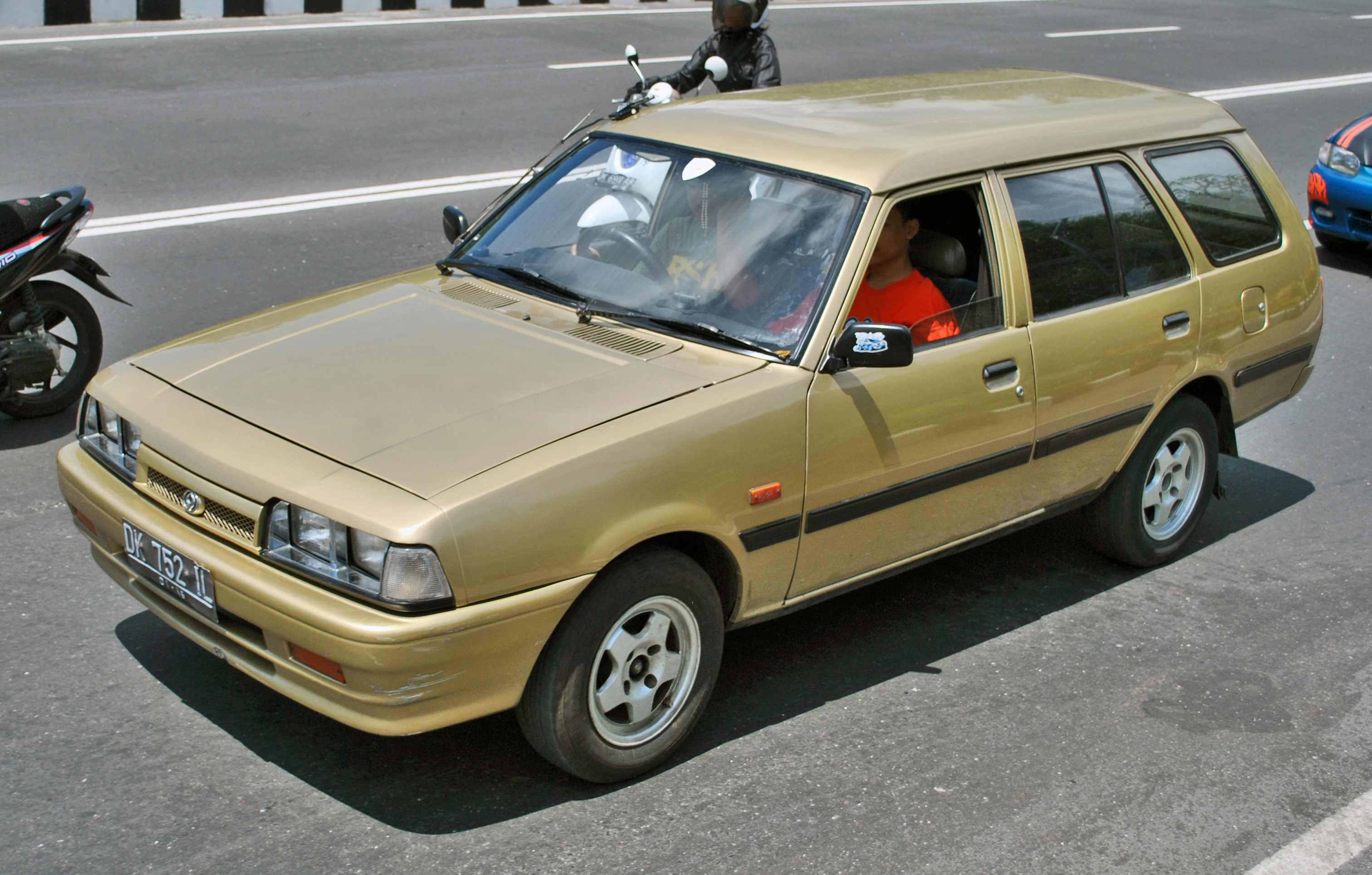
東南アジア仕様車・Vantrend

### 5代目 BD型（1980年 - 1985年）
- 1980年6月 - 5代目発売。ボディは当初は3ドアと5ドアのハッチバックだったが、9月に入って1978年に生産中止となって以来となるノッチバックの4ドアサルーン（セダン）を追加。ワゴン・バンはFA4型が継続生産され、当型ではラインナップされていない。スタイルはウェッジの効いたローワーボディと、大きなグリーンハウス（窓面積）によるクリーンなものに様変わりした。サルーンはハッチバックとは顔つきの異なる逆スラントノーズを採用。5代目のプラットフォームは、このクルマのために新規に開発されたもので、マツダ・BDプラットフォームと名づけられた。この世代で駆動方式が後輪駆動から前輪駆動となり[12]、エンジンとトランスアクスルとを同軸に配するジアコーサレイアウトを採用した。リアには台形に配した2本のラテラルリンクと、長いトレーリングリンクをそれぞれのストラットによって支持する「SSサスペンション」と名づけられた、変形パラレルリンクストラット式を開発、簡潔な構造ながら抜群の操縦安定性を獲得した。シートはフルフラット化が可能な前席[12]と、2分割でたためる上に角度調整（リクライニング）も備える背もたれを持った後席となっている。特に、3ドア「1500XG」の後席は、背もたれ部と側面内張りが丸みを帯びて連続するラウンジソファシートが採用されている。CMキャラクターは前期後期とも北大路欣也で、CMソングはそれぞれ高中正義の「MY SECRET BEACH」・「Saudade」・「To you」・「JUMPING TAKE OFF」、秋本奈緒美の「ジェントルじゃいられない」を使用（マリーナ篇のみ）[注 4]。

- これらの新機軸とクリーンなデザインが好評を博し、月間販売ランキングで1982年に3度、1983年に5度、それぞれトップセールスを記録。デビューから1983年2月まで33か月間連続で前年同月の販売台数を更新するなど、歴代モデルでは最大のヒットを記録、1980年に始まった日本カー・オブ・ザ・イヤーの第1回受賞車にも輝いている。特に人気が高かったのが赤のボディカラーで、これにサーフボードをルーフキャリアにボルトで固定させるスタイルが、「陸（おか）サーファー」なる流行語を生むなど社会現象となった。輸出仕様のファミリアには無塗装ドアミラーが最初から装備されていたが、国内仕様車にもドアミラーの取り付け部は目隠しされていただけで取り付け可能であることが分かり、この無塗装ドアミラーを注文して国内仕様のファミリアのフェンダーミラーをドアミラーに改造する若者も続出した[注 5]。後にアメリカやオーストラリアでもカー・オブ・ザ・イヤーを受賞した。モータースポーツでも輝かしい功績を上げ、WRCラリー・モンテカルロではクラス優勝を果たした。

- 1982年7月 - 生産台数100万台を達成。
- 1982年10月 - 姉妹車のフォード・レーザーがオートラマ店にて発売される。
- 1983年1月 - マイナーチェンジ。1.5L電子制御燃料噴射「EGI」エンジンの「1500XGi」（3ドアハッチバック/4ドアサルーン）を追加。サルーンは逆スラントノーズからハッチバックと同じ顔つきへ変更。
- 1983年6月 - ファミリア初のターボエンジン搭載車となる「1500XG-R」（3ドアハッチバックのみ）、「1500XGターボ」（3ドアハッチバック/4ドアサルーン）を追加。
- 1983年9月 - 3ドアハッチバックの「1500XG」をベースに、ブロンズガラス・パワーステアリング・パワードドアロック・ドアミラー・タコメーター・チルトステアリング・イタルボランテデザインの特注ハンドル・フルフラット＆ラウンジソファシート・ミシュラン製175/70SR13タイヤ（XZXタイヤ）・専用ストライプ＆バッジ等を装備した、誕生20周年特別仕様車「SPORT（スポルト）」、フルフラット＆ラウンジソファシート・タコメーター・チルトステアリング・パワーステアリング（1.5L車のみ）・バリアブルギアレシオ（1.3L車のみ）等を装備した女性仕様車「シャトレ」発売。
- 1984年5月 - 3ドアハッチバックの「1500XG-R」をベースに、「SPORT（スポルト）」の装備を一部変更（ドアミラーをフルカラー化・タイヤ・シートをそれぞれピレリ製185/60HR14タイヤ（P6タイヤ）・シートを全席レカロ製シートに変更）した特別仕様車「SPORT EUROPE（スポルト・ヨーロッパ）」発売。

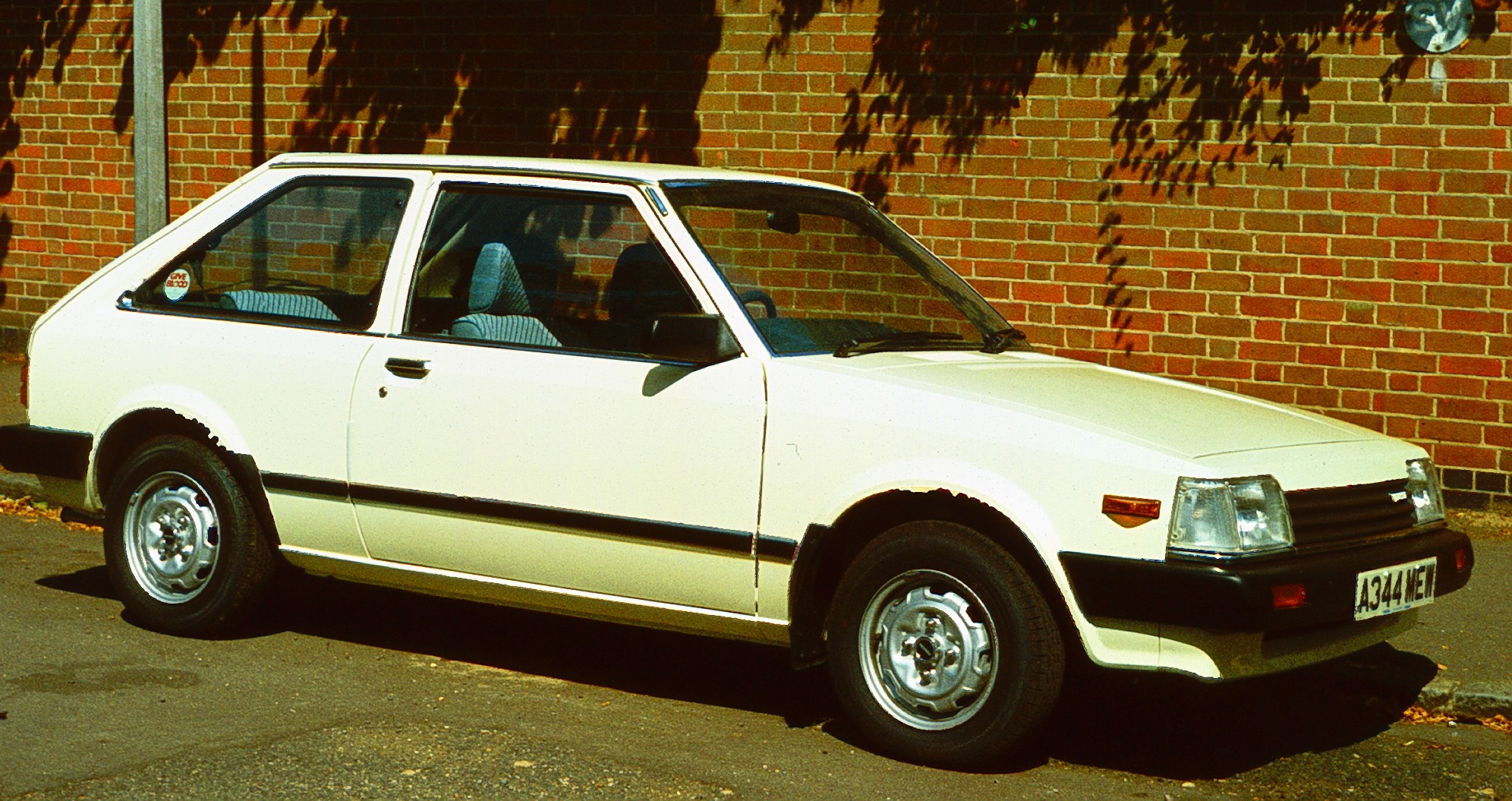
3ドアハッチバック マツダ323 英国仕様
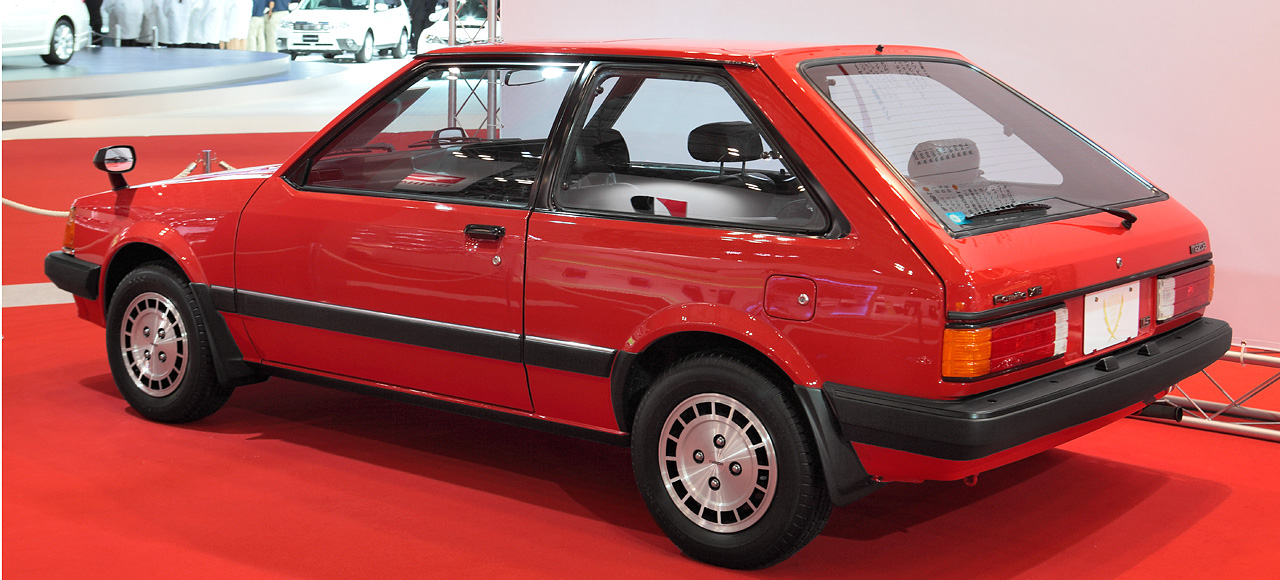
3ドアHB 1.5XG
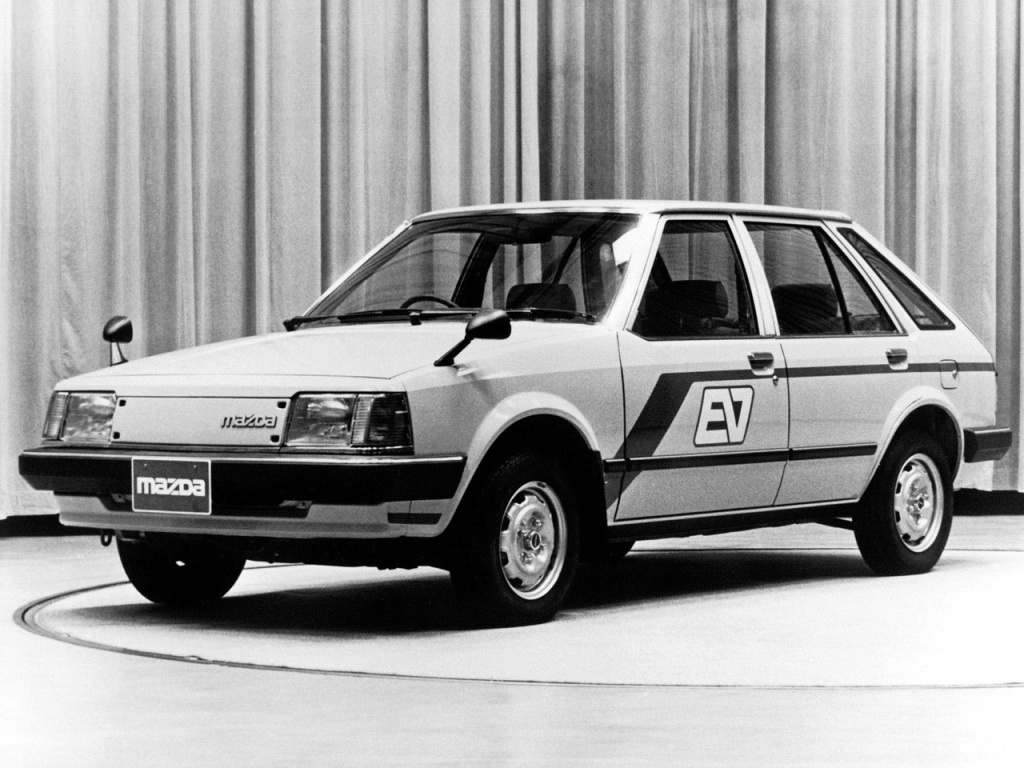
試作EV

### 6代目 BF型（1985年 - 1994年）
- 1985年1月 - 発売。先代の成功からキープコンセプトとなり、スタイルの新鮮さよりも中身の熟成をアピールするモデルとなった。モデルチェンジでのボディの大型化を極力押さえ、デザインや設計を見直して室内の広々感を高めた。バリエーションは非常に豊富で、定番の3ドア・5ドアハッチバックと4ドアセダン、久しぶりのモデルチェンジで前輪駆動化されたバンとワゴン、1.6L DOHCターボ、日本初のフルタイム4WD、実用的なディーゼルエンジン、ファミリアで唯一のオープンカーであるカブリオレ、可変吸気システムを採用したスポルト16、後輪部に日本初のビスカスカップリング式LSD（リミテッド・スリップ・デフ）を採用したラリー競技ベース車であるGT-Aなどがある。プラットフォームにマツダ・BFプラットフォームを採用。派生車にスペシャリティカー風のエチュードがあった。前期型はBDファミリアから受け継いだタイミングチェーン式カムシャフトのE3型 / E5型エンジンが採用されていた。CMキャラクター（前期のみ）は中井貴一。スポルト16のCMには杉本あや（現：杉本彩）が出演していた。ノーマル版のCMソングはジョー・ジャクソンの「The Verdict」。フルタイム4WDのCMソングは久石譲の「THE WINTER REQUIEM」[13]と「794 BDH」[14]が起用された[注 6]。
- 1985年7月 - ファミリア初となるディーゼルエンジン車（1.7L）を追加。
- 1985年10月 - 1.6L DOHC16バルブターボモデルを追加（3ドア∞、3ドアGT、4ドアセダンGT）。当時国内1.6Lクラス最高の140ps（ネット）を発揮。同時に日本初となるフルタイム4WDモデルも追加（3ドアGT-X、3ドアGT（ともにB6型ターボ、型式名「BFMR」）、3ドアXG 4WD、3ドアXR 4WD（共にE5型、シングルキャブレター）。投入されたフルタイム4WDのBFMRは、マツダ・ヨーロッパのラリーチームにより、RX-7と入れ替えで参戦。スエディッシュラリーでの優勝などから「雪の女王」とも呼ばれた。フルタイム4WD発売記念限定グレード「ラリースポルト」が発売されている。
- 1985年12月 - 4代目から継続生産されていたバンモデルがフルモデルチェンジ。4ドア車2/5人乗り車に一本化され、これと同じボディのワゴンモデルが初代以来の復活となった。ワゴンのグレードは1.5L EGI搭載のXGのみ。
- 1986年3月 - カブリオレを追加。塗色は専用色とされ、E5型ターボ、5速MT車の一仕様のみ。
- 1986年7月 - 1500ターボに代わって1600 DOHC16バルブの自然吸気仕様車であるスポルト16を追加。
- 1987年2月 - マイナーチェンジ。外観を大幅にフェイスリフト。ターゲット層が異なるハッチバック系とセダン系・ファミリー系とスポーティ系とで差別化を図った[注 7]。タイミングチェーン駆動のE型エンジンは廃止され、B6型と同じタイミングゴムベルト式で油圧式ラッシュアジャスターを採用するB5型（1.5L、SOHC 8バルブ）、B3型（1.3L、SOHC 8バルブ）エンジンへと改良。XGiとS-XEは、1.6Lへ排気量を拡大すると共に、4速ロックアップ付きAT車を新たに設定。 さらにフルタイム4WDをセダンにも拡大採用。DOHCターボ＆4WDモデルであるGT-Xをセダンにも追加するなど、マツダのフルタイム4WD生産台数100万台への後押しとなった。その後カブリオレのエンジンをB6型 1.6L DOHCへと変更。4速AT車を追加。 後期型のフルタイム4WDには、競技モデルに快適装備を追加したGT-Aeが存在するなど、多岐にわたる変更とグレードの追加がなされた。
- 1987年4月 - ワゴン・バンがマイナーチェンジ。ボディのフェイスリフト、及びワゴンのエンジンをE型からB型の1.6L EGIへと換装。フルタイム4WD XGiとFF駆動のXEとなり、XGは廃止された。
- 1987年8月 - ハッチバック・セダン・ワゴンのフルタイム4WD XGiに4速ロックアップ付きAT車を追加。
- 1988年1月 - 各種特別仕様車を発売。1.3Lモデルの最廉価グレードをベースにエアコン、パワーステアリングなどが標準装備された「クレール」シリーズや、3ドアハッチバックの「フルタイム4WD XR」とセダンの「フルタイム4WD XL」をベースにタコメーターを省略した廉価グレード「レバンテ」、そして4ドアセダンのB6型DOHCエンジン搭載グレード「4ドアセダン GT」をベースにし、資生堂の男性用化粧品「タクティクス」とのコラボレーションから生まれた「ファミリア タクティクスバージョン」（全国100台限定）を発売。現在も南米にて、セダン、ハッチバックが継続販売されている。
- 1988年2月 ‐ セダンの1500XGをベースに、アルミホイール付き185/60R14タイヤ＆アルミホイールやMOMO製コブラⅡステアリングを装備したスポーティモデルのグランツを発表。また、1500にラグジュアリーグレードであるS-XE（それまでB6 EGIのみ）を追加設定。
- 1989年2月 - セダンとハッチバックが7代目にモデルチェンジ。ワゴン・バンは継続販売。
- 1989年11月‐ 7代目登場以降も継続生産されていたワゴン・バンがマイナーチェンジ。ワゴンにビジネスシリーズとして1.3L&1.7LディーゼルのDXと1.5LのXEを追加。これに伴い、バンXEは廃止された。一方、XGiはタイヤが175/70R13から175/65R14にインチアップされ、フロント&リアバンパーを一体成型のカラードタイプへと変更。AT車にシフトロック機構を追加。バンにフルタイム4WDを追加（B6エンジン（キャブレター仕様）＆5速MT・DXのみの設定。最大積載量は300㎏となる）。
- 1994年9月 - ワゴンとバンの販売終了。以降は日産ADのOEM車となった。
- モータースポーツ

WRCでは次なるBG8Zファミリアにバトンタッチするまで、前期型を継続採用。日本国内においても、このWRCカーのベースモデルである3ドアGT-Xが圧倒的な人気を誇った。
劇用車
テレビ朝日系列で放送された特撮テレビドラマ『超人機メタルダー』にて、主人公メタルダーのライドメカ「メタルチャージャー」のベース車として登場した。赤の3ドア車を改造装飾なしでそのまま使い、実車のフォルムそのままで「車体両サイドの装甲が主翼に変化し前部と尾翼を展開して飛行する」ギミックが追加されていた。
販売終了前月までの新車登録台数の累計は、41万2,223台

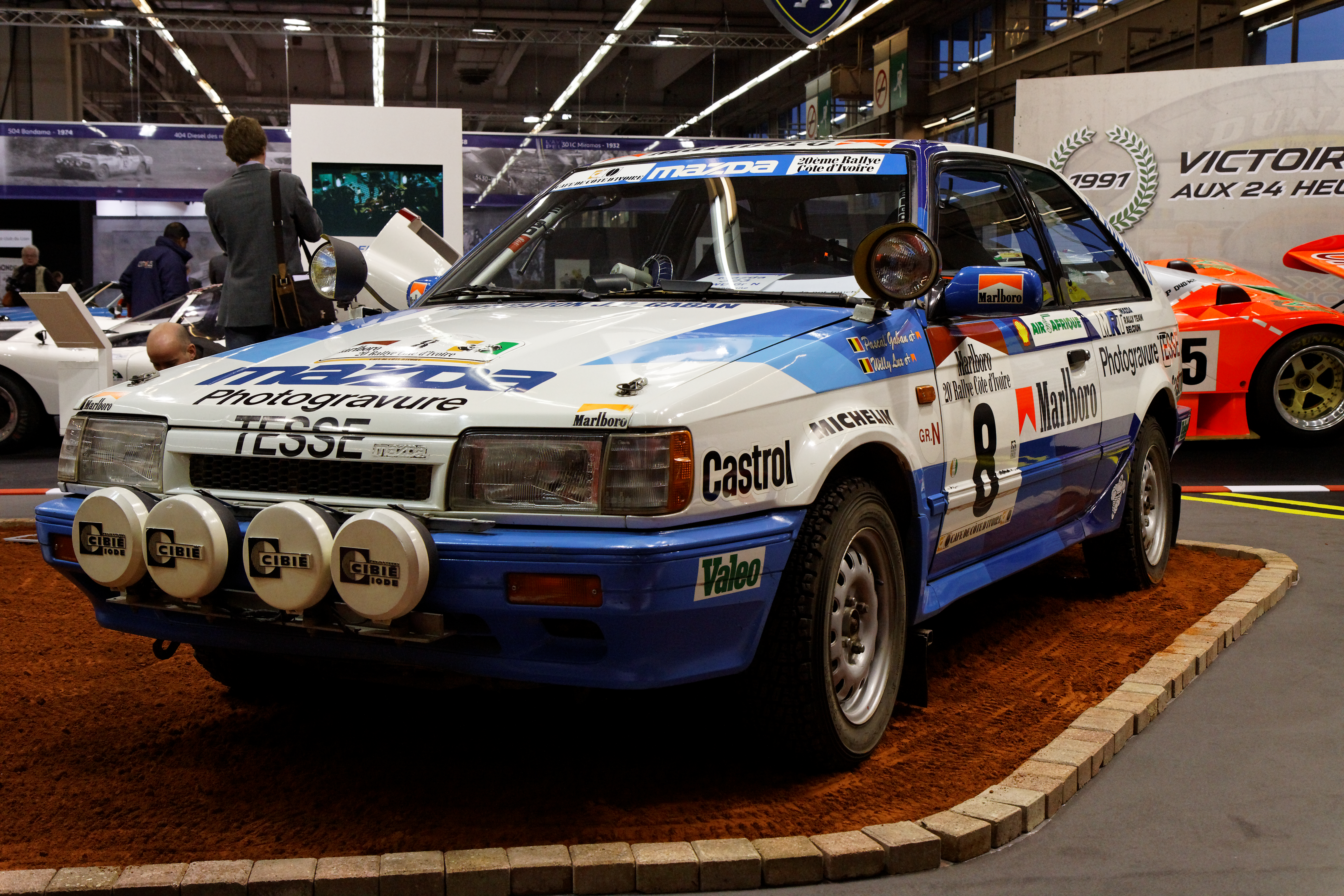
WRC参戦車
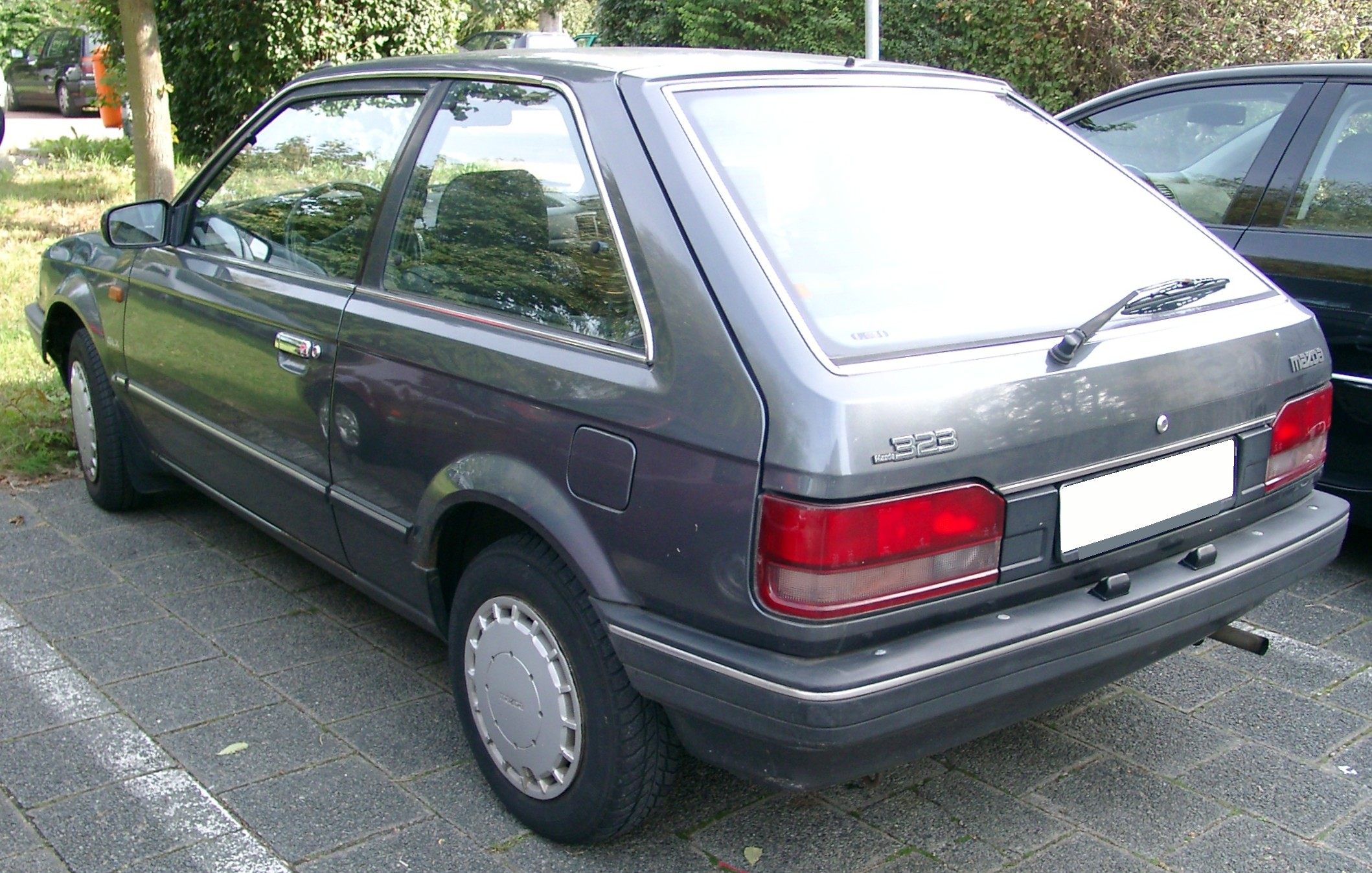
Mazda 323 3ドア（後期型・リア）
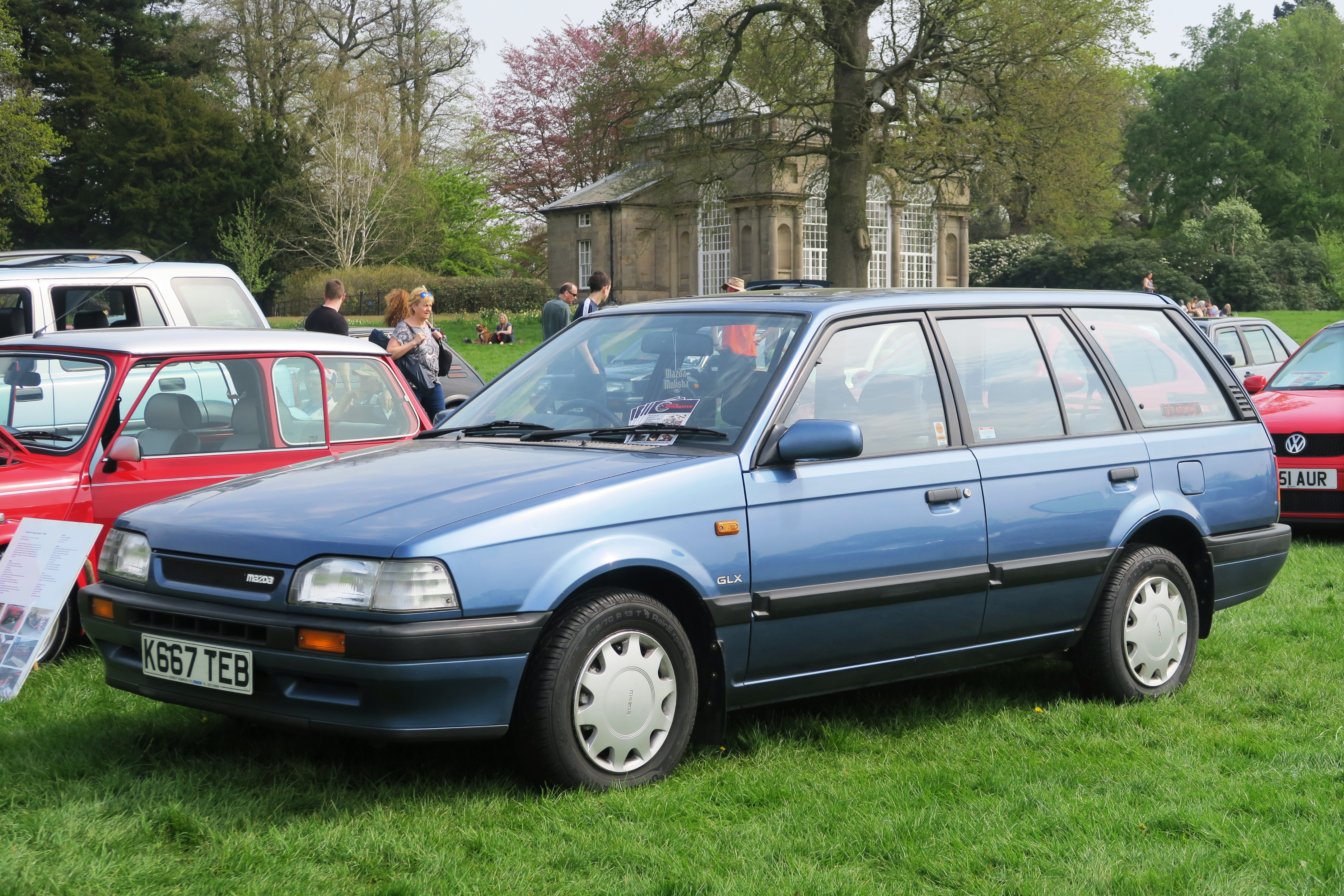
Mazda 323 ワゴン

### 7代目 BG型（1989年 - 1996年）
- 1989年2月 - 7代目発売。キャッチコピーは「新ファミリア系列」で、フルタイム4WDはB6キャブレター車は先代同様、センターデフロックスイッチ付きのフルタイム4WDとなった。1.8Lのターボ車は、センターデフにビスカスLSDを配し、デフロックスイッチがなくなった。リアデフには、ビスカスLSDが装備され、センターデフロックスイッチ廃止の後押しをした。1.5Lの4WDは廃止され、B6に一本化された。セダン4WDからは、先代にあったリアワイパーも廃止された。フルタイム4WD車全グレードに、ヘッドランプウォッシャーがメーカーオプションで用意された。デザインはハッチバック、セダン、アスティナがそれぞれ全く別の異なったデザインとなり、同じファミリアの名前を用いていても外観は完全に別々の車の形状をしていた。ハッチバックは全長を詰めてコンパクトさを演出し、プジョー205を思わせ、セダンは当時発売されていたメルセデス・ベンツ 190Eの影響を大きく受けたボディフォルム、後述するアスティナは、ボルボ480を彷彿するデザインを与えられ「アスティナ」として独自の道を歩みはじめる。テレビCMには日本のロックバンド、サディスティック・ミカ・バンド、パール兄弟、フリッパーズ・ギター、チェッカーズ等の楽曲が起用された。モデル末期となる1993年頃のテレビCMには、所ジョージが出演していた。なおワゴン・バンは先代BFのままでエンブレムの変更など、一部の改良にとどまった。プラットフォームにマツダ・BGプラットフォームを採用。エンジンはディーゼルを除き、DOHCだけでなくSOHCも全て16バルブ化され、ホイールのPCDが114.3mmから100mmに変更になった。
- 1989年4月 - アスティナが追加発売。
- また、この7代目でも平行して姉妹車のフォード・レーザーがオートラマ系列で販売されたが、ファミリアと大幅に異なるデザインが与えられ、特に3ドアは「クーペ」スタイルとなった。
- 1991年1月 - マイナーチェンジ。内外装のフェイスリフトを行い、1.5L DOHCエンジンの可変バルブ化ならびにキャブ仕様の電子制御燃料噴射（EGI-S）仕様への変更が行われた。
- 1994年5月[17] [18]- セダンとアスティナの生産終了。在庫対応分のみの販売となる。
- 1994年6月 - セダンが8代目にフルモデルチェンジして販売終了。アスティナ[19]も廃止された。ハッチバックはクレールGスペシャルとTBの2グレードが継続生産。
- 1996年9月[20] - ハッチバックの生産終了。在庫対応分のみの販売となる。
- 1996年10月 - ハッチバックが8代目にフルモデルチェンジして販売終了。

ファミリアアスティナ
1989年4月発売開始。5ドアモデルのアスティナは、かつての5ドアハッチバック車が持っていた「実用車」の概念を完全に覆す「4ドア・クーペ」のコンセプトで作られ、新たに「アスティナ」のネーミングを与えられた。また1990年まで販売していたエチュードの後釜というポジションも担っている。同型の姉妹車となるユーノス100もユーノス店向けに供給された。ボブスレーがデザインのモチーフとされている。リトラクタブルヘッドランプの採用などにより、非常にスポーティなスタイルであったが、大人4人分の空間と荷物スペースはきっちりと確保されており、この高い実用性と走りの融合がヨーロッパで人気を集めた。このアスティナは次世代でランティスへと発展する。
サプリーム
通常グレードとは別に高級仕様として設定されたセダン。前後バンパーが対米輸出仕様の長いものとなり、リアナンバープレートも対米輸出仕様と同じく取り付け位置がトランクリッド側になる。内装は電動スライドシートを装備するなど5ナンバーのファミリーカーでありながら一つ上のクラス並の装備を備える。エンジンなどは1.5Lのセダンと同じものとなる。
GT-X
WRCをねらったモデルは、GT-Xとして登場した。1.8Lで180psを出すこのグレードは、旋廻性を考慮して、センターデフロックを排除し、ビスカスLSDが導入された。リアデフも純正でビスカスLSDが装備された。前後輪の駆動力配分は前43：後57。WRCで1989年および1991年のグループN部門ドライバーズ・チャンピオンシップを勝ち取った。しかし、インタークーラーが横置きで、放熱に問題があった。その後、1992年1月にWRCでのパワー不足を補うためにGT-R(210PS)を発売。インタークーラーもフロントに設置された。バブル崩壊による会社の資金難により、ワークスチームは1992年をもってWRCからは無期限撤退となり、以降の参戦はなかったが、プライベートチームにより、1993年グループNチャンピオンとなるほか、全日本ダートトライアル選手権三連覇を達成した。他には先代と同様にGT-Xベースの競技モデルとしてGT-A、そしてその後継にGT-RベースのGT-Aeがある。
なお、セダンにもGT-Xは設定された。
∞（アンフィニ）
当時RX-7、カペラにてスポーツチューンの特別限定車として発売されていたアンフィニ（∞）グレードが、セダンに設定された。GT-Xと同じ1.8Lエンジンを搭載したがNA化され、アンフィニグレードの特徴であるFFスポーツとなった（4WDではない）。フロントデフはビスカスLSDが標準装備された。リアに張られた∞デカールと、フロントノーズの一部が3ドアハッチバック用のものを流用している点、グリルに∞マークがある点、BBS製専用ホイール、専用ボディカラー(シェイドグリーンメタリック)の設定が、一般のファミリアセダンとの見分けポイントである。

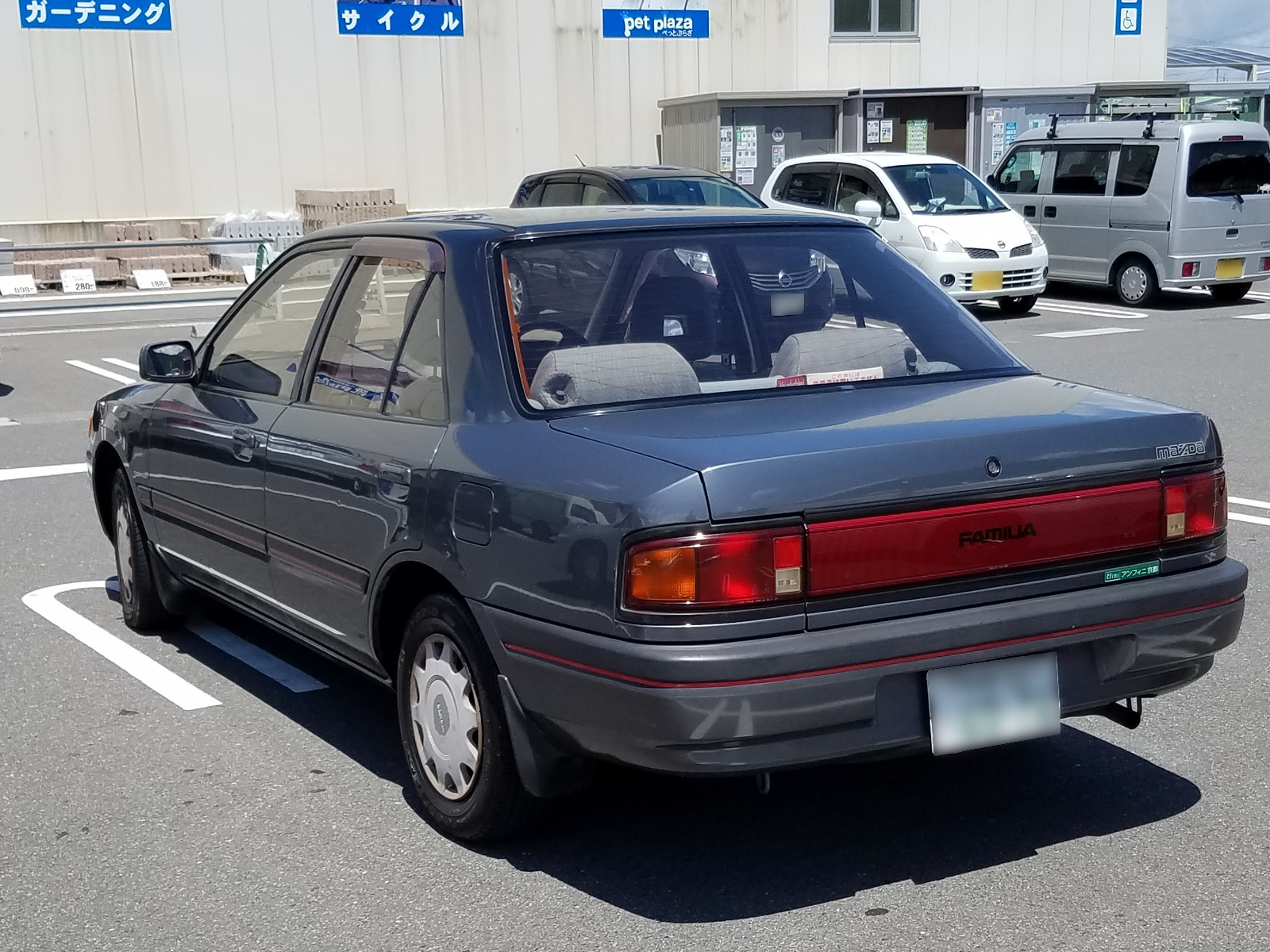
セダン インタープレー（前期型） リア
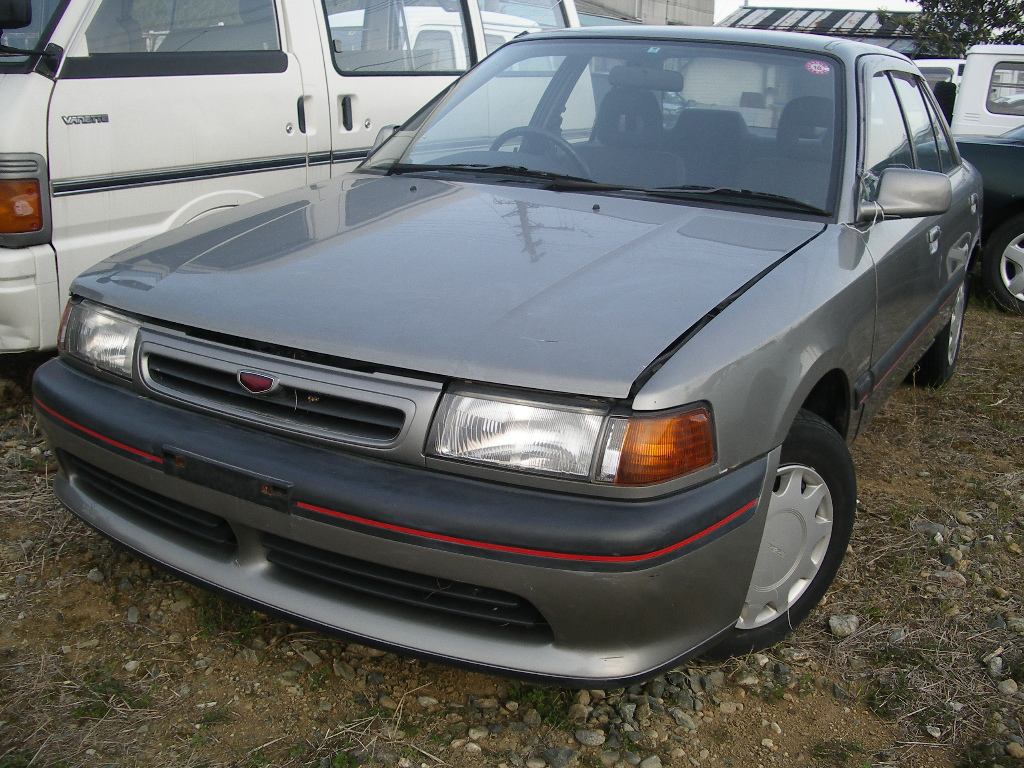
セダン インタープレー(後期型) フロント
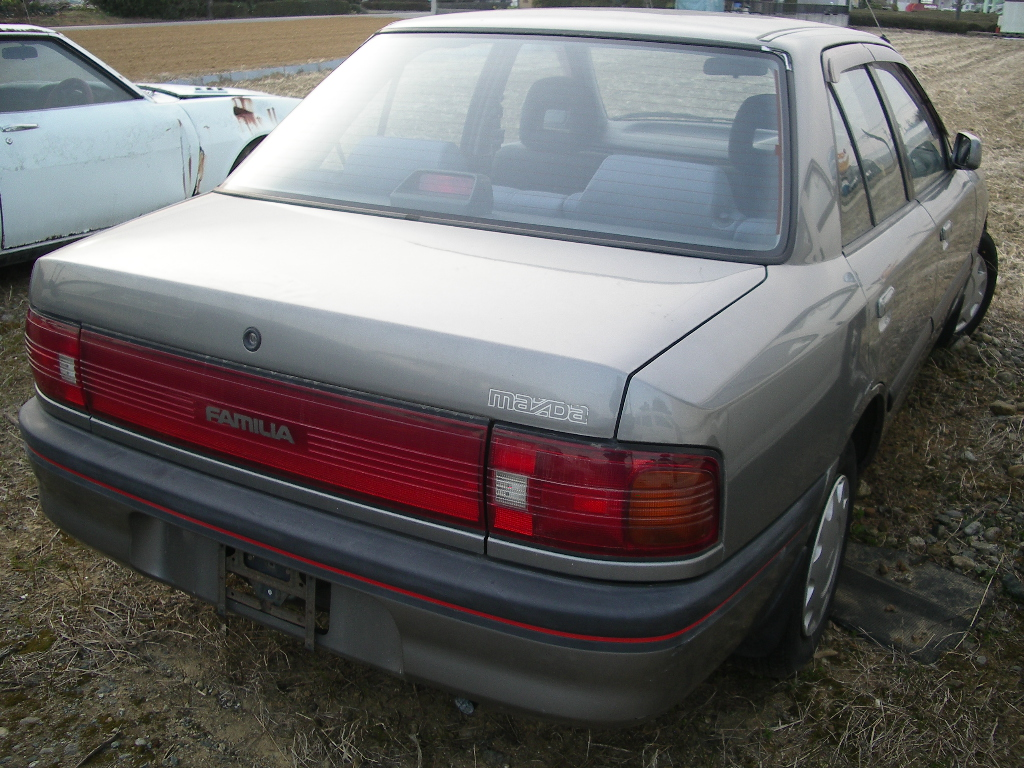
セダン インタープレー(後期型) リア

### 8代目 BH型（1994年 - 1999年）
- 1994年6月 - 8代目発売。プラットフォームにマツダ・BHプラットフォームを採用。ホイールベースが伸ばされ、セダンはマツダの時流であったイタリアンなデザイン、3ドアハッチバックには「ネオ（NEO）」というサブネームが付けられ、2代目フォード・フォーカスのようなクーペルック（カムバックスタイル）の奇抜なデザインだった。イメージ的にはランティス（国外向けの名称が323F/323アスティナ）の3ドアクーペ版とされる。セダンは、初代ルノー・ラグナのデザインと共通性がある。ラグナをデザインしたパトリック・ルケマンは、8代目ファミリア開発当時フォードのデザイナーであり、その後ルノーに移籍しラグナをデザインした。

エンジンは1.5L・1.6L（フルタイム4WDのみ）1.8L（後に追加された）・いすゞ製の1.7L 空冷インタークーラー付ターボディーゼル（スポーツカー以外では珍しく、後発のトヨタ・タウンエースノア/ライトエースノアのディーゼルターボ車同様ボンネットにインタークーラーの冷却用エアインテークが設けされている）の3本立てとなり、1.5Lにはリーンバーン(通称：Z-LEAN(ゼット・リーン))エンジン車も設定された。3ドアにおいては、「NEO」のグレード展開の兼ね合いのため、1996年10月まで先代モデルの1.3Lが継続生産されていた。この代以降、ワゴンとバンの自社開発をやめ、日産からOEM供給を受ける。姉妹車のフォード・レーザーは、この代で再びファミリアとデザインが共通化される。前期のCMキャラクターは当初は大槻ケンヂ・鈴木杏樹・草刈正雄・野村佑香が起用されていたが、後にとんねるずに変更となった。前期のCMキャッチコピーは「新方向ファミリア」「いいとこだらけのファミリアだ!!」である。
発売当初はクラストップの低価格を売りとしていたが、実態は最廉価モデルの価格であり、中級以上のグレードではライバル車と価格面での優位性はほとんどなかった。当時はマツダに限らず各社がコスト削減に取り組んでいた時代で、このモデルも先代よりさらにコストダウンされていた。
3ドアNEOは日本国外では高い人気を獲得したが、日本では奇抜なデザイン故に不評となり、マツダの基幹車種であるにもかかわらず月販100台前後に留まっていた。
この世代から、ルーチェやカペラに代わって教習車が設定されたが、全長が規定（4400mm以上）を満たさないため、対米輸出仕様の大型バンパーを装着していた。
- 1995年8月[22] - 日本国内向けNEOの生産終了。在庫対応分のみの販売となる。
- 1995年12月 - ファミリア生産累計1,000万台を達成。
- 1996年9月[23] - 日本国内向けNEOの販売終了。日本国外向けの323Cは継続。
- 1996年10月 - マイナーチェンジ。NEOの代替としてオーソドックスなスタイルの3ドアハッチバック（海外名：323P）が加わる[注 10]。セダンは新3ドアのデザインに合わせてフェイスリフトされ、全車インパネを刷新。ヘッドランプは全車マルチリフレクター化された（日本国内向けのみ）他にも、全車エアバッグ標準装備となった。1.3L SOHC 16バルブ EGIガソリンエンジンを追加。CMキャラクターはアンドレ・アガシに変更。
- 1997年10月 - 一部改良。同年制定されたCIマークのエンブレムが装着されるようになる。
- 1998年5月[24] - セダンの生産終了。在庫対応分のみの販売となる。
- 1999年7月[25] - ハッチバックの生産終了。在庫対応分のみの販売となる。
- 1999年8月[26] - 8代目モデル販売終了。

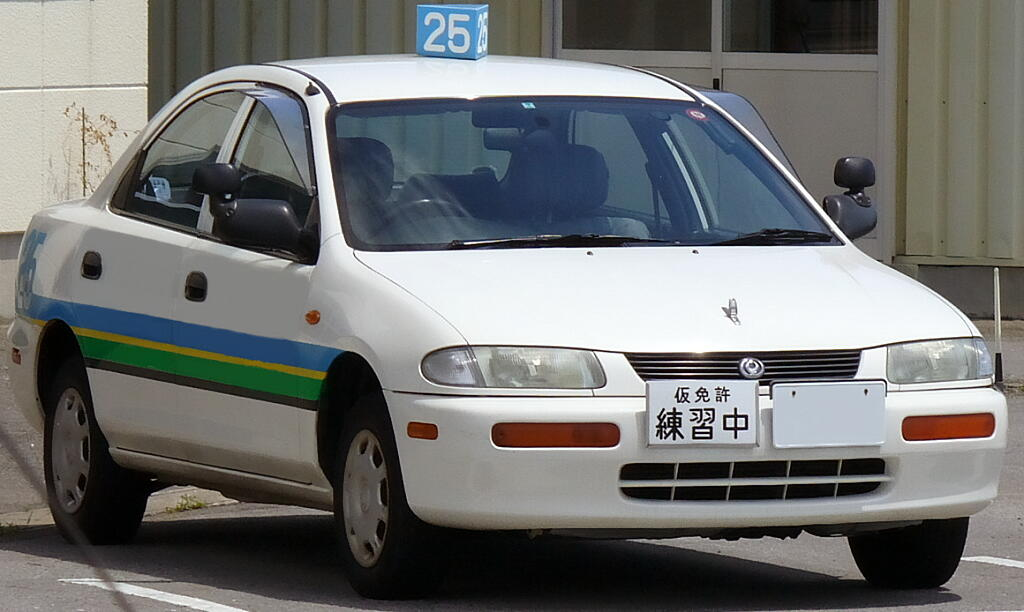
教習仕様（前期型） 1994年6月 - 1996年10月
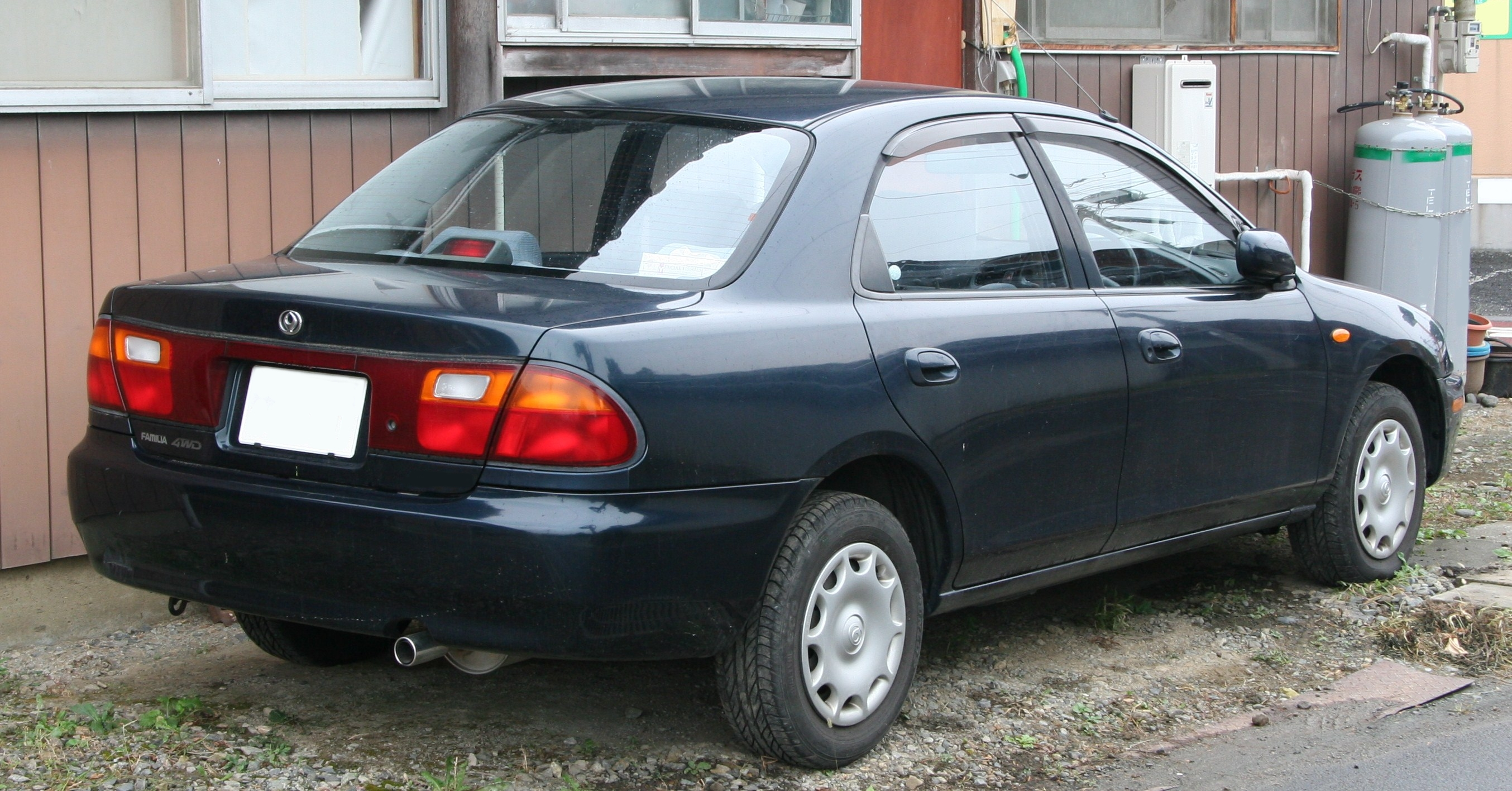
セダン リア（前期型） 1994年6月 - 1996年10月
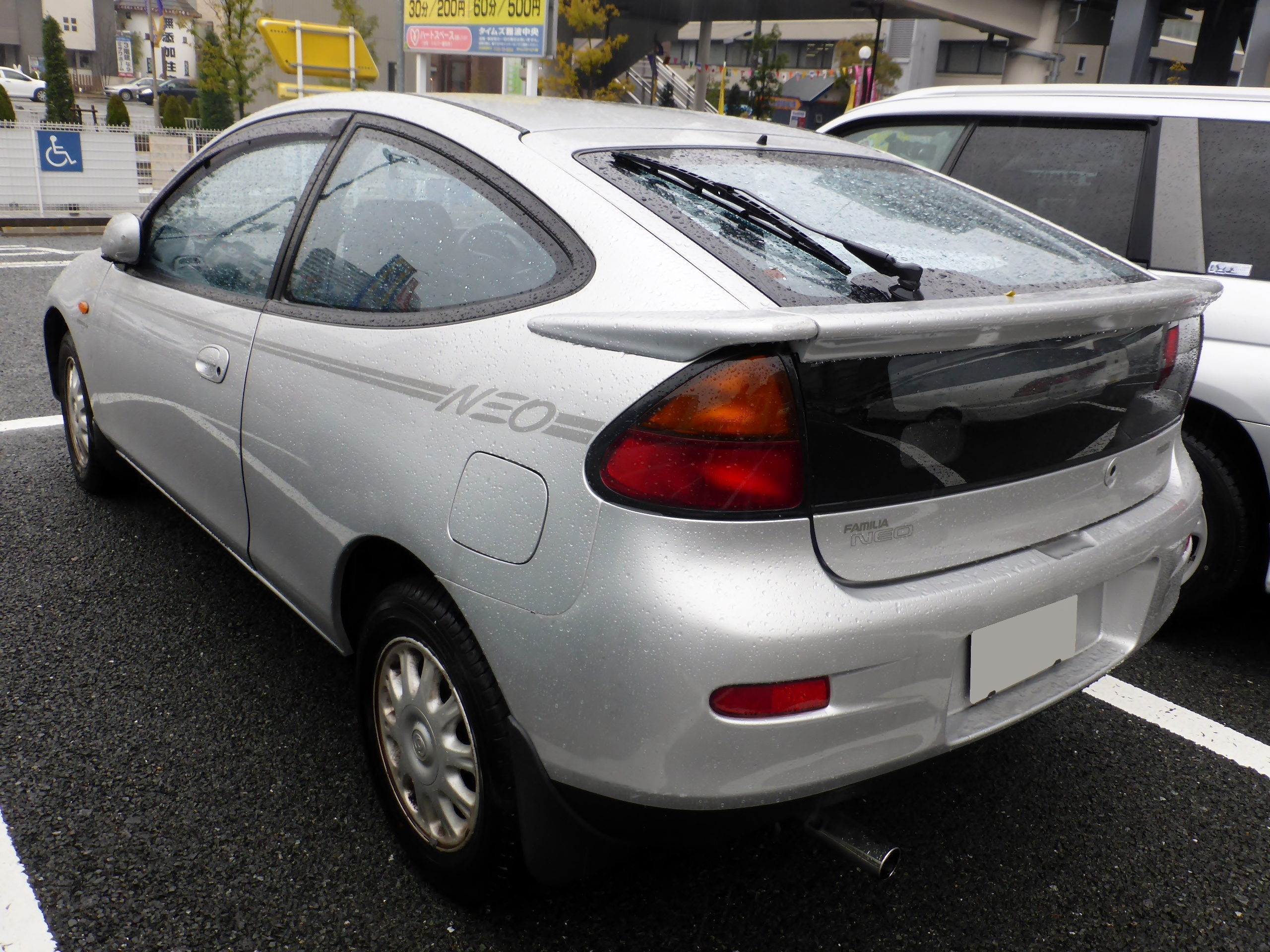
NEO リア
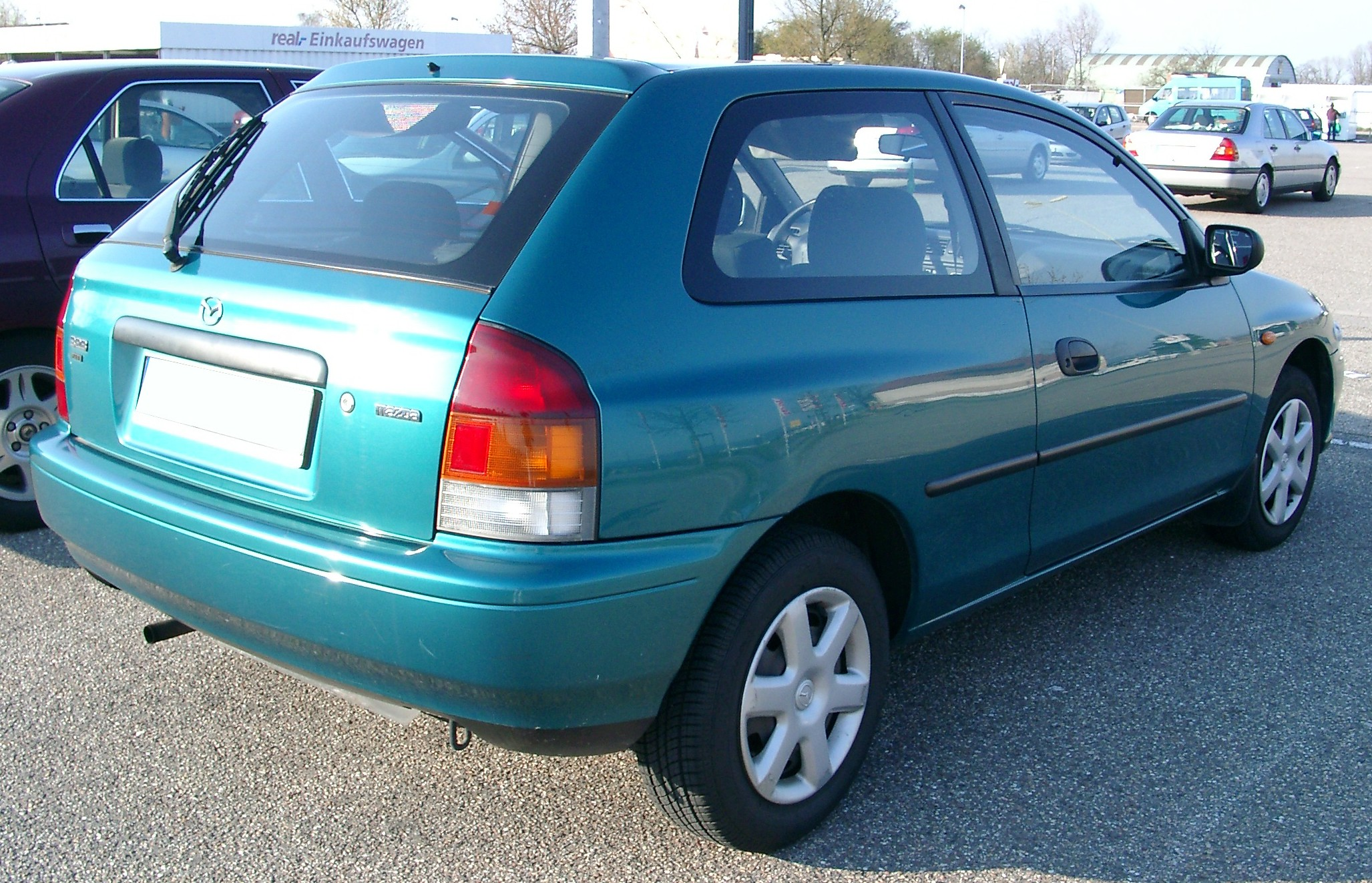
3ドアハッチバック リア（CIマーク導入後） 1997年10月 - 1999年8月

### 9代目 BJ型（1998年 - 2004年）
- 1998年（平成10年）6月 - マツダの設計によるファミリアとしては最後のフルモデルチェンジとなる。開発費を抑えるため、主要パーツはカペラと共通化された。プラットフォームにマツダ・BJプラットフォームを採用。セダンのデザインは7代目セダンによく似た極めて保守的なものだったが、5ドアは販売戦略上「S-ワゴン」と呼ばれ、スバル・インプレッサスポーツワゴンや後発のトヨタ・アルテッツァジータ同様の、“ショートワゴン”的な5ドアハッチバックである。S-ワゴンの「S」には、“スポーティ、スタイリッシュ、ショート”の意味が込められている。4WDは、マツダとしては初となるスタンバイ式を1.5 Lに（セダン/S-ワゴン）、フルタイム式を1.8 Lに（S-ワゴンのみ）設定。先代までの1.6 L B6エンジンは当初より設定されなかった。輸出仕様にはB6ではなく、ZMエンジンという改良型の1.6Lエンジンがアジア向けに存在している。1.8 L/フルタイム式は、1999年（平成11年）に追加された「スポルト20」に4WDが設定された事もあり、2000年（平成12年）10月のマイナーチェンジ時にカタログ落ちした。1.5 L エンジンは、ZL-DE（110 ps）とZL-VE（130 ps）の2種類がラインナップされ、ZL-VEにはS-VT（シーケンシャルバルブタイミング）を採用した（エンジンカバーには“VARIABLE VALVE TIMING”と表記）。なお、3ドアハッチバックは8代目を継続販売していた（1999年まで）。姉妹車のフォード・レーザーは名前を「レーザーリデア（LASER LIDEA）」に変更。CMキャラクターはヴァンサン・カッセル。
- 1999年（平成11年）8月 - 2.0 L エンジンを積みエアロパーツを纏った「スポルト20」が追加された（セダンは2001年〈平成13年〉に追加）。2.0 LのFS-ZE型（ハイオクガソリン仕様）はカペラからの移植。出力は170 PS（排出ガス規制クリアのため、2002年（平成14年）9月に165 PSにダウン）。「スポルト20」のAT/FF車はアクティブマチック（マニュアルモード付きAT）が備わる（S-ワゴンのAT/4WD車はホールドモード付きAT）。
- 2000年（平成12年）1月 - S-ワゴンの1.5S（AT/FF）をベースに専用のエアロパーツやシートなどを採用した限定車「エアロード」を発売。
- 2000年（平成12年）5月 - S-ワゴンの1.5S（FF）をベースにリアルーフスポイラーやボディ同色のサイドモールなどを採用した限定車「ブリーザ」を発売。
- 2000年（平成12年）10月 - マイナーチェンジ。内外装のデザインを変更。グレード構成変更。S-ワゴンの1.5 L・RS（ZL-VE）のAT車はアクティブマチックに。セットオプション（Sパッケージ）を選択することにより、外観をスポルト20に近づけることが可能。
- 2001年（平成13年）2月 - インターネットを使った受注生産（BTO）による「web-tuned@S-WAGON」を発売。
- 2001年（平成13年）4月 - S-ワゴンの1.5RS（FF/AT）をベースにエアロパーツやカーボン調パネルなどを採用した限定車「＠NAVI SPORTS」を発売。
- 2001年（平成13年）5月 - セダンの1.5RS（FF）をベースにS-ワゴンのスポルト20用の2.0 Lエンジンに変更した限定車「マツダスピードファミリア」を発売（詳細後述）。
- 2001年（平成13年）10月 - S-ワゴンのスポルト20をベースにしたアウトドア向けを謳う特別限定車「フィールドブレイク」を発売。
- 2003年（平成15年）8月[28] - セダンがオーダーストップに伴い生産終了。在庫対応分のみの販売となる。
- 2003年（平成15年）10月 - 後継車のアクセラが発売され、セダン販売終了。
- 2004年（平成16年）3月[29] - S-ワゴンもオーダーストップに伴い生産終了。在庫対応分のみの販売となる。
- 2004年（平成16年）4月[30] - セダンの販売終了から半年、在庫整理のために継続販売されていたS-ワゴンも販売終了。自社生産としてのファミリアは9代40年の歴史に幕を閉じたが、「マツダ ファミリア」の車名自体は、他社製OEMとなった「ファミリアワゴン」（7代目のみ）と商用車の「ファミリアバン」が継承している。台湾ではMazda3（アクセラ）が発売された後もしばらくの間、併売でこのBJ型が「マツダ・イサム・ゲンキ」の名で生産・販売されていた。なお“ゲンキ”の名はMazda3のサブネームとして残っている。

マツダスピードファミリア
セダンタイプのスポーティーバージョンとして、2001年（平成13年）5月に100台限定として発売された限定車である。その後、同年9月に100余台が追加生産された。エンジンは当時セダンには非搭載であった、Sワゴンのスポルト20用のFS型をハイカム、ハイコンプピストン、ポート研磨、ピストンクリアランスの最適化、ステンレス製エキゾーストマニホールド、専用低排圧サイレンサーでチューンして搭載。外装はスポルト20用エアロパーツを基本的にはそのまま装着し、リアバンパーは北米仕様の大型バンパーを装着していた。足回りは専用のハードダンパーと大径スタビライザーで強化され、205/45R17の大径タイヤを標準装着していた。ディスクブレーキも15インチホイール用ローターへと強化されている。BJ5P改とされたこのセダンは、NAで175 psを発生し、久々にスポーティなファミリアが登場した。ただし、マツダスピード側のエンジンチューンが不完全であり、アイドルが安定しないため、パワーよりアイドル安定性を求めるユーザー向けに専用カムシャフトへの無償交換が案内された。ボディーカラーは専用色スターリーブルーマイカという青色のメタリックであり、標準装着のホイールがゴールドであることもあいまってスバル・インプレッサによく似た外観となっていた。北米ではMazda Protegé MP3として発売されたが、国内では「マツダスピード」の方が知名度が高いため、マツダスピードのグレードネームが与えられた。北米では、このProtegéに、2.0 L（FS）エンジン+シングルターボを搭載した、マツダスピードプロテジェ（Mazdaspeed Protegé）が発売された。

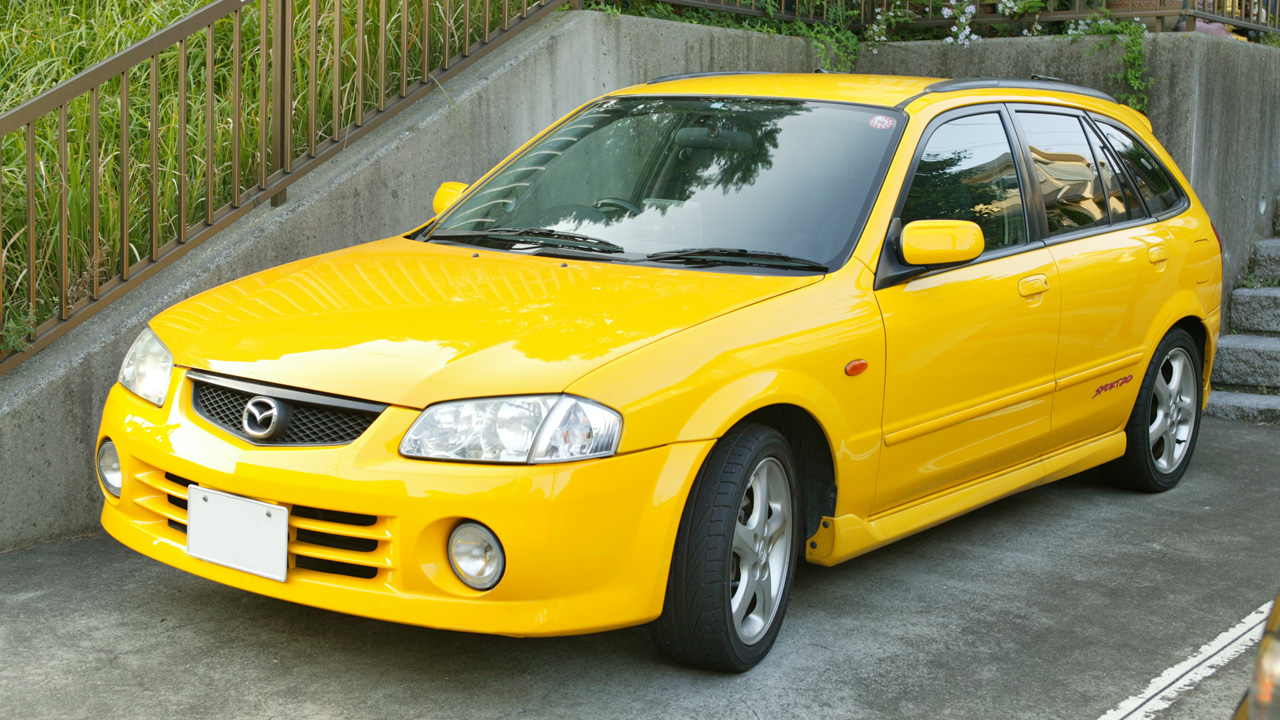
S-ワゴン スポルト20（前期型） 1999年8月 - 2000年10月
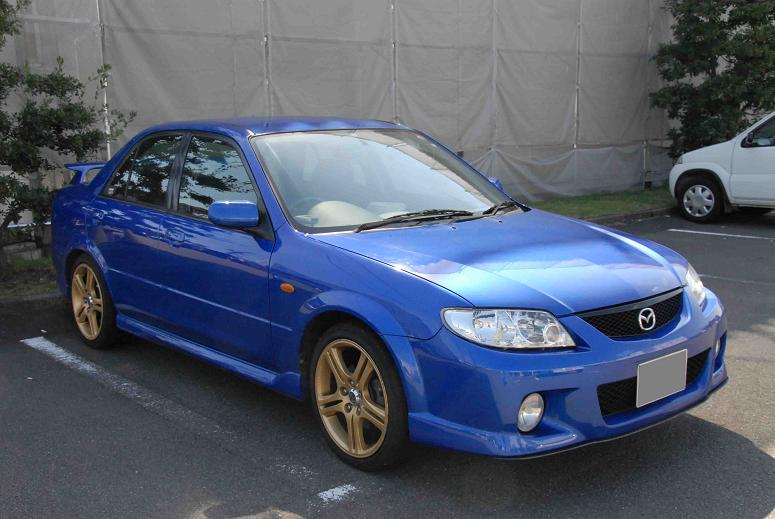
マツダスピードファミリア
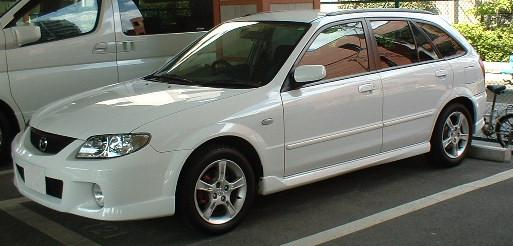
S-ワゴン（後期型） RS・Sパッケージ＋大型フォグ（BJ5W-IV型）

## 歴史（日産OEM時代）

### バン/ワゴン7代目 Y10型（1994年 - 1999年）
- 日産・AD > マツダ・ファミリア
- 日産・ウイングロード > マツダ・ファミリア

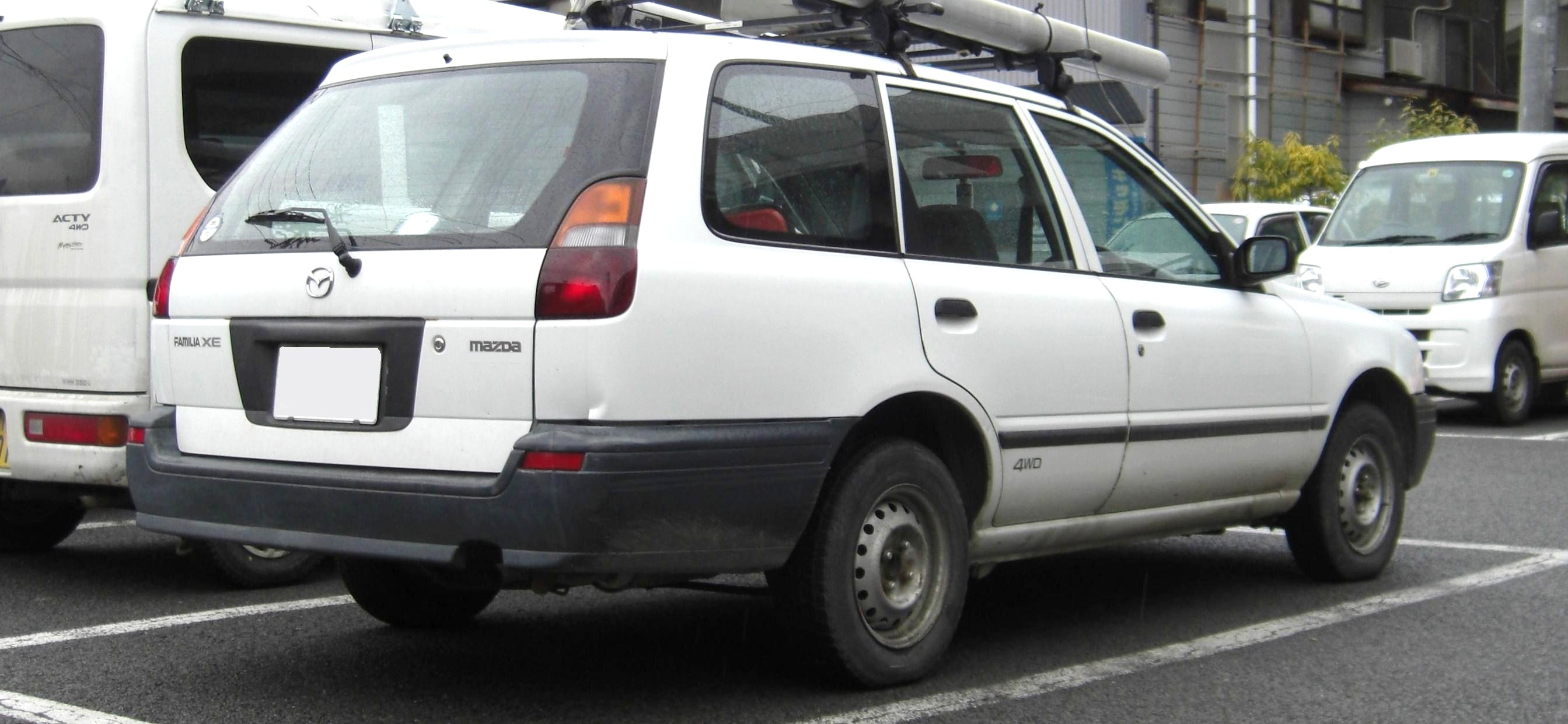
後期型ワゴン・旧CIマーク導入後
1997年 - 1999年

- 1994年9月 - 7代目BG型が発売されて以降も継続販売されていた6代目BF型ファミリアバン/ワゴンの後継として登場。日産・ADの姉妹車。
- 1996年6月 - ワゴンの姉妹車である「ADワゴン」がマイナーチェンジで「ウイングロード」と改称、それに伴いファミリアワゴンもマイナーチェンジされ、1.8LのSR18DEを搭載した「XGツーリング」が追加された。
- 1999年
  - 5月[31] - 生産終了。在庫対応分のみの販売となる。
  - 6月 - 8代目にフルモデルチェンジして販売終了。

### バン/ビジネスワゴン8代目 Y11型（1999年 - 2008年）

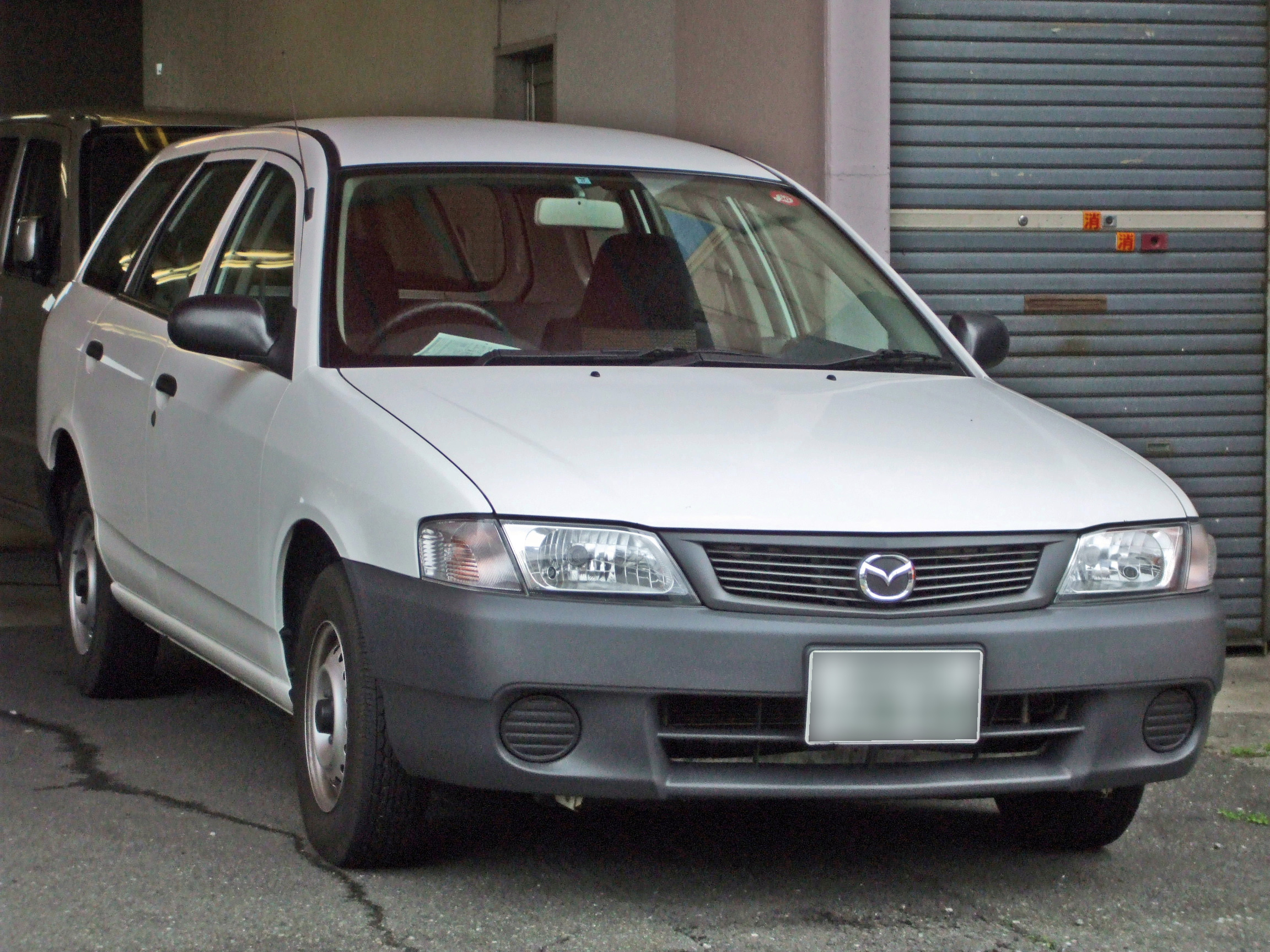
後期型バン

- 1999年6月10日 - ADのフルモデルチェンジと同時に登場。ターゲットをビジネスユーザーに絞る。先代モデルの流れから装備でバンと差別化したビジネスワゴン[注 12]がラインナップされる。この代からカペラカーゴを統合。また、この代のみ2WD車と4WD車のP.C.D.が異なる。フロントグリルのデザインがADと少し違う。
- 2000年
  - 1月21日 - バンのガソリン車の排気ガスをクリーン化し、平成12年（1.3L/1.5L・2WD車）または平成13年（1.8L・4WD車）排出ガス規制に適合。同時期にビジネスワゴンの生産終了。以降、ADバンと同調してマイナーチェンジを行っていく。
  - 12月[32] - ビジネスワゴンの販売終了。
- 2006年12月[33] - 生産終了。在庫対応分のみの販売となる。
- 2007年1月24日 - 4AT車をY12型へフルモデルチェンジ。なお、「DX」の1.5L・2WD・5速MT車と1.8L・4WD車（5速MT・4速AT共）およびCNG車の「XL」は当面の間継続販売した。
- 2008年12月 - Y12型に4WD車が設定されたことに伴い、販売終了。

### バン9代目 Y12型（2007年 - 2018年）
- 2007年1月24日 - ベース車のAD、ADエキスパートから約1か月遅れでファミリアバンがフルモデルチェンジ。フロントバンパーのデザインがADとやや異なっている。また、ロゴも他の現行マツダ車同様のものに改められた上で「Familia VAN」となった。エンジンは1.2L/1.5L/1.8Lの3種類で、トランスミッションは4速ATのみ。
- 2008年
  - 10月1日 - 原材料の高騰に伴い、2WD車の車両本体価格を3.5万円値上げ[34]。
  - 12月 - 一部改良。新たに、1.6L・4WD車を追加。
- 2010年8月25日 - 一部改良[35]。新たに助手席SRSエアバッグ、電源コンセント（100V・100W）、アシストグリップ（「DX」・「VE」は助手席、「GX」・「LX」・「VX」は助手席+後席左右）を標準装備した。
- 2013年5月28日 - 一部改良[36]。「DX」・「VE」・「GX」の2WD車のトランスミッションをCVTに変更したことで燃費を向上し、「平成27年度燃費基準+20%」を達成（2015年4月に燃費基準の区分変更に対応し、「平成27年度燃費基準+25%」達成となる）。全車においてはメーター内に瞬間燃費・平均燃費・渡航可能距離表示機能を追加し、インパネデザインを黒基調に変更した。なお、今回の一部改良により「DX」と「VE」に設定されていた1.2L車を廃止した。
- 2017年2月9日 - マイナーチェンジ[37]。エマージェンシーブレーキ、LDW（車線逸脱警報）、DSC（横滑り防止機構）&TCS（トラクションコントロールシステム）を全車に標準装備して安全面を強化。フロントデザインを変更。内装はグローブボックスにふたを付け、折り畳み式の助手席シートバックテーブルを全車に標準装備。2WD車はセンターコンソールに大型カップホルダーを新設した。グレード体系の整理により1.8L車の「LX」と「VX」を廃止して「DX」・「VE」・「GX」の3グレードとなった。なお、今回のマイナーチェンジでバックドアの左側中央に装着されていた「MAZDA」ロゴのデカールがなくなり、その位置に、従来はバックドアの右側中央に装着されていた「Familia VAN」の車名ロゴデカールが装着された。なお、NV150 ADとランサーカーゴに設定されるカラードバンパー仕様はファミリアバンにおいては非設定であった。
- 2018年
  - 5月[38] - 生産終了。在庫対応分のみの販売となる。
  - 6月 - トヨタ自動車からプロボックス・サクシードのOEM供給を受ける10代目と世代交代して販売終了。

## 歴史（トヨタOEM以降）

### バン10代目 XP16#M型（2018年-）
- トヨタ・プロボックス > マツダ・ファミリア
- トヨタ・サクシード > マツダ・ファミリア

2018年6月21日
フルモデルチェンジ。
- 先代モデルから、11年5か月ぶりにフルモデルチェンジとなった。2017年8月のマツダとトヨタ自動車の業務資本提携[40]に基づき、現行モデルからトヨタのプロボックス・サクシード[注 13]（ダイハツ工業の京都工場で受託生産）の姉妹車になった[41]。マツダの日本国内向け車種でトヨタ自動車からOEM供給を受けるのは初めてである。
- エンジンは、排気量が先代と同じく1.5L（1NZ-FE型）ながら、2WD車にはアイドリングストップ機能も備えたことで、JC08モードでの燃費消費率が改善された。なお、2WD車は燃費基準達成ラベルが格下げとなり、「平成27年度燃費基準+20%」達成となった一方、4WD車は平成27年度燃費基準を達成した。また、ベース車両が変更されたことにより荷室容量が3代目より減少している[注 14]。
- 安全装備では、「衝突回避支援パッケージ」として、衝突被害軽減ブレーキ「プリクラッシュセーフティシステム（レーザーレーダー＋単眼カメラ方式）」、「レーンディパーチャーアラート（車線逸脱警報）」、「オートマチックハイビーム」（以上、プロボックス・サクシードの「Toyota Safety Sense C」に相当するが、商標権の関係で「衝突回避支援パッケージ」と呼称する）を全車に標準装備した[注 15]。
- ボディカラーはプロボックス・サクシードより絞られ「ホワイト」と「シルバーマイカメタリック」の2色のみとなる。
- グレード構成は「DX[注 16]」、「VE[注 17]」、「GX[注 18]」の3グレードが設定され、プロボックス「DX」およびサクシード「U」相当のグレードはファミリアバンでは設定されない。外観はプロボックスとほとんど違いがないが、ボンネットのエンブレム部分のデザインが若干異なる。装備面でも細かな違いがあり、3本スポークステアリングは全車メッキオーナメント付[注 19]に、4WD車は寒冷地仕様が標準装備[注 20]されている。

2018年12月18日
一部改良。
- プリクラッシュセーフティシステムに昼間の歩行者検知機能が追加され、マルチホルダーを大型化。また、充電用USB端子（1口）、イモビライザー、助手席シートベルトウォーニングを標準装備した。
- なお、同年11月のプロボックス・サクシードの一部改良時に設定されたハイブリッド車はこの時ファミリアバンでは設定されず、従来通りガソリン車のみの展開であった。

2020年9月
仕様変更（公式発表なし）。
- WLTCモードによる燃料消費率及び排出ガスに対応（燃料消費率はJC08モードによる数値も併記）し、2WD車は「平成30年排出ガス基準50%低減レベル（☆☆☆☆）」認定を取得した。
- 外観は、ドアミラーカウルの形状を変更。また、リア左上に装着されている車名ロゴデカールが8代目以来となる全て大文字表記の「FAMILIA VAN」となり、「Mazda Type」[43]に変更された。

2022年3月3日
一部商品改良。
- 「GX」は、通常は周囲の光と後方からの光の差に応じて鏡面の反射状況を変化するインナーミラーとして機能し、車両後退時には同時に搭載されたバックカメラからの車両後方映像と駐車時の目安となる固定ガイド線をインナーミラー内のディスプレイに表示させるバックモニター内蔵自動防眩インナーミラーを標準装備[注 21]したほか、バンパー（フロントコーナー部とリア）をカラード（ボディカラー同色）に変更した。なお、OEM元のプロボックスでは2021年12月の一部改良で「G」と「F」の2グレードに集約されたが、ファミリアバンではグレードの集約は行わず従来通り3グレード展開となる。
- また、歴代のファミリアバンで初となるハイブリッド車を追加（同年4月1日発売）。エンジンにクールドEGRシステムを採用した1.5Lの1NZ-FXE型を搭載し、駆動用・発電用モーターと動力分割機構などで構成されたハイブリッドトランスアスクル、リアシート下に配置したコンパクトサイズのニッケル水素バッテリーを組み合わせたハイブリッドシステム（プロボックスのリダクション機構付THS IIに相当）を採用。「平成30年排出ガス基準75%低減レベル（☆☆☆☆☆）」認定を取得し、「平成27年度燃費基準+25%」を達成している。ガソリン車同様、「DX（プロボックス「GX」相当）」、「VE（同「GL」相当）」、「GX（同「F」相当）」の3グレードが設定される。なお、プロボックスのハイブリッド車ではリアゲート右下に装着されているハイブリッドシンボルマーク（HYBRID SYNERGY DRIVE）はファミリアバンでもそのまま装着される。

## 車名の由来
ファミリアとはスペイン語で「家族」の意味で、「家族揃ってドライブを」という想いがこめられている。ヨーロッパでは「Mazda 323」の名称で販売されている。また、北米では「Mazda GLC （グレート リトル カー）」、1990年代より「Protegé」（プロテジェ）の名称で販売されていたこともあった。